# 31. Dezember
Der 31. Dezember ist der 365. Tag des gregorianischen Kalenders (der 366. in Schaltjahren) und somit der letzte Tag des Jahres.

## Ereignisse

### Politik und Weltgeschehen

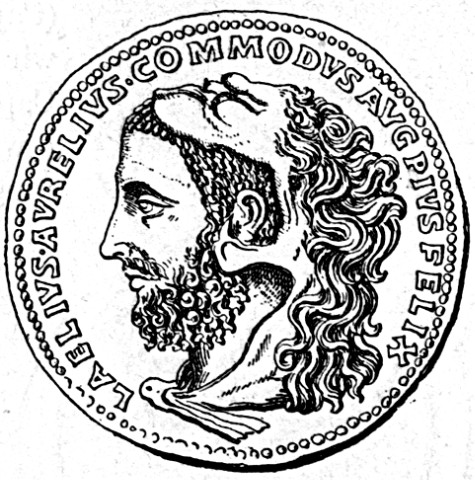
192: Commodus

- 0192: Narcissus erdrosselt den römischen Kaiser Commodus. Dessen Nachfolger Pertinax wird der erste Kaiser des zweiten Vierkaiserjahres 193.
- 0406: Nach Überqueren des Rheins im Zuge der Völkerwanderung beginnen Vandalen, Alanen und Sueben gemeinsame Einfälle in das weströmische Gallien.
- 0535: Der Feldherr Belisar erobert mit seinen Truppen Syrakus. Damit endet die Herrschaft der Vandalen auf Sizilien, das nun ein Teil des Byzantinischen Reichs unter Justinian I. wird.
- 0870: In der Schlacht bei Englefield besiegen Angelsachsen in England eingedrungene dänische Wikinger.
- 1229: Jakob I. von Aragón nimmt mit seinen Rittern im Zuge der Reconquista nach dreimonatiger Belagerung die von den muselmanischen Almohaden unter Abu Yahia gehaltene Stadt Medina Mayurqa ein und benennt sie in Palma um.
- 1435: Der Friede von Brest beendet den jahrzehntelangen Kampf zwischen dem Deutschen Orden und der polnisch-litauischen Union.

1494: Die politische Landkarte Italiens

- 1494: Die Truppen des französischen Königs Karl VIII. dringen während des Ersten Italienischen Krieges in Rom ein. Der Herrscher will Erbansprüche auf das Königreich Neapel durchsetzen, was den habsburgisch-französischen Gegensatz weiter verstärkt, aber auch die anderen italienischen Kleinstaaten aufschreckt.
- 1519: Mit einem Überfall auf die Stadt Braunsberg im Ermland durch Hochmeister Albrecht von Brandenburg-Ansbach beginnt der sogenannte Reiterkrieg zwischen dem Deutschordensstaat und dem Königreich Polen.
- 1621: Der Frieden von Nikolsburg beendet zu Beginn des Dreißigjährigen Krieges die Auseinandersetzungen zwischen Kaiser Ferdinand II. und Bethlen Gábor, Fürst von Siebenbürgen.
- 1687: Die ersten aus Frankreich wegen der dortigen Hugenottenverfolgung und des Edikts von Fontainebleau emigrierenden Hugenotten reisen auf dem Schiff Voorschotten von den Niederlanden aus an das Kap der Guten Hoffnung ab.
- 1768: Das umstrittene Strafgesetzbuch Constitutio Criminalis Theresiana wird in der Habsburgermonarchie, ausgenommen in Ungarn, in Kraft gesetzt.

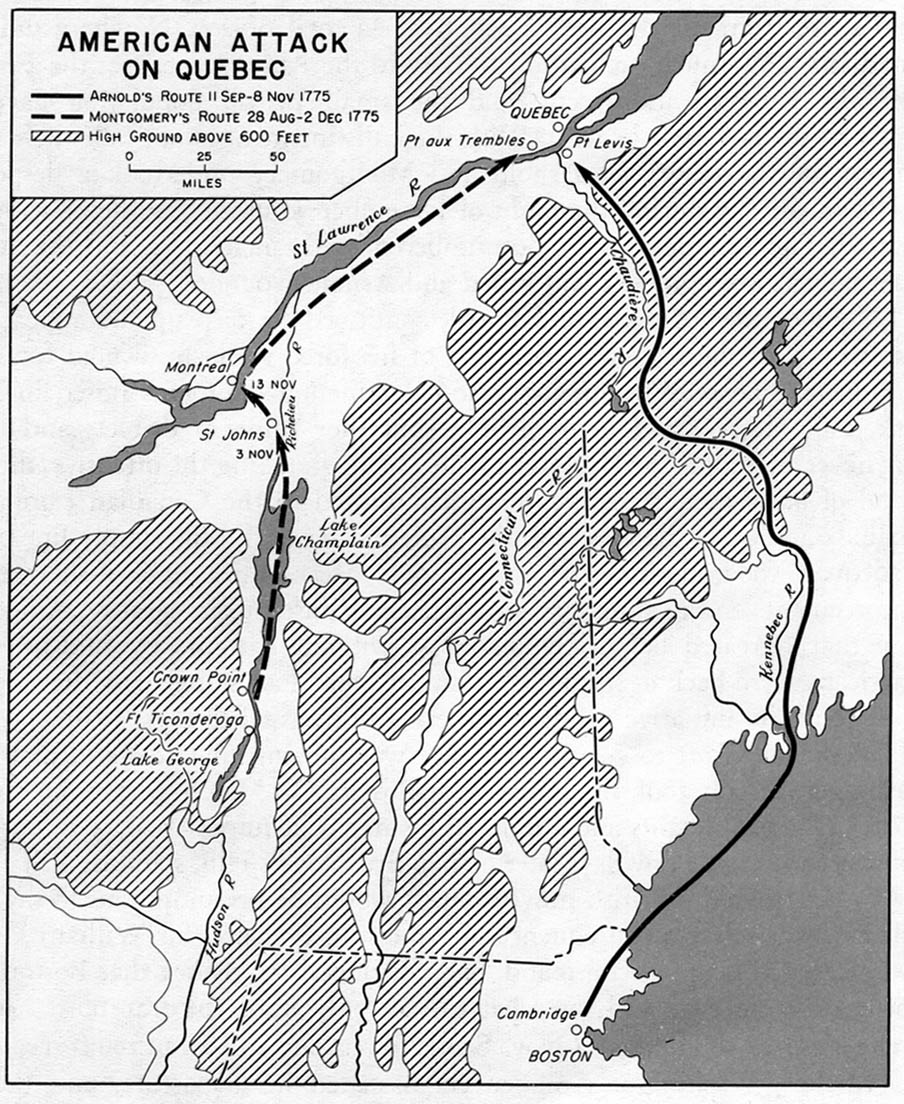
1775: Der amerikanische Angriff auf Québec

- 1775: Die Briten besiegen in der Schlacht von Québec amerikanische Truppen und verhindern damit die Eroberung Kanadas im Amerikanischen Unabhängigkeitskrieg.
- 1805: Der letzte Gültigkeitstag des Französischen Revolutionskalenders bricht an.
- 1851: Der österreichische Kaiser Franz Joseph I. erlässt das Silvesterpatent, mit dem die nie in Kraft getretene Oktroyierte Märzverfassung des Jahres 1849 abgelöst wird. Damit beginnt die Zeit des Neoabsolutismus.
- 1857: Queen Victoria bestimmt Ottawa zur kanadischen Hauptstadt.
- 1862: Im Sezessionskrieg beginnt die Schlacht am Stones River zwischen den Unionstruppen unter William Starke Rosecrans und den Konföderierten unter Braxton Bragg um die Vorherrschaft in Tennessee. Die Schlacht dauert bis zum 2. Januar 1863.
- 1917: Der britische Truppentransporter Osmanieh läuft vor Alexandria auf eine von dem deutschen U-Boot UC 34 gelegte Seemine und sinkt innerhalb weniger Minuten. 199 Menschen kommen ums Leben.
- 1944: In den letzten Abendstunden beginnt die Operation Nordwind, die letzte deutsche Offensive an der Westfront im Zweiten Weltkrieg.
- 1948: In West-Berlin erfolgt die 100.000. Flugzeuglandung seit Errichtung der Luftbrücke.
- 1950: In seiner Silvesteransprache stellt Bundespräsident Theodor Heuss die Hymne an Deutschland vor, die nach seinem Wunsch deutsche Nationalhymne werden soll.
- 1954: Die dreitägige Konferenz der Volksvertretungen der DDR, der Volksrepublik Polen und der Tschechoslowakei in Prag endet mit dem Beschluss über den gemeinsamen Schutz der Unantastbarkeit der Grenzen der drei Staaten.

1963: Zentralafrikanische Föderation

- 1963: Die Föderation von Rhodesien und Njassaland, die die ehemalige britische Kolonie Südrhodesien und die Protektorate Nordrhodesien und Njassaland umfasst, zerbricht.
- 1964: Am Stichtag der Volkszählung in der DDR umfasst die Wohnbevölkerung 17.003.632 Menschen. Im Jahr 1950 waren es noch 18.388.172 Menschen.
- 1968: Nach dem Putsch vom 4. September gegen Alphonse Massemba-Débat wird Marien Ngouabi Staatspräsident der Republik Kongo.
- 1983: Der nigerianische Militärherrscher Buhari wird von seinem Stabschef Babangida abgesetzt. Babangida wird neuer Militärherrscher.
- 1991: Der Deutsche Fernsehfunk, das frühere DDR-Fernsehen, hat seinen letzten Sendetag.
- 1991: Die Sowjetunion wird nach dem Auflösungsbeschluss vom 8. Dezember offiziell aufgelöst.
- 1992: Die Tschechische und Slowakische Föderative Republik (ČSFR) wird aufgelöst. Es entstehen die Tschechische Republik mit der Hauptstadt Prag und die Slowakische Republik mit der Hauptstadt Bratislava als unabhängige Staaten.
- 1999: Präsident Boris Jelzin tritt zurück und Wladimir Putin wird Präsident von Russland.

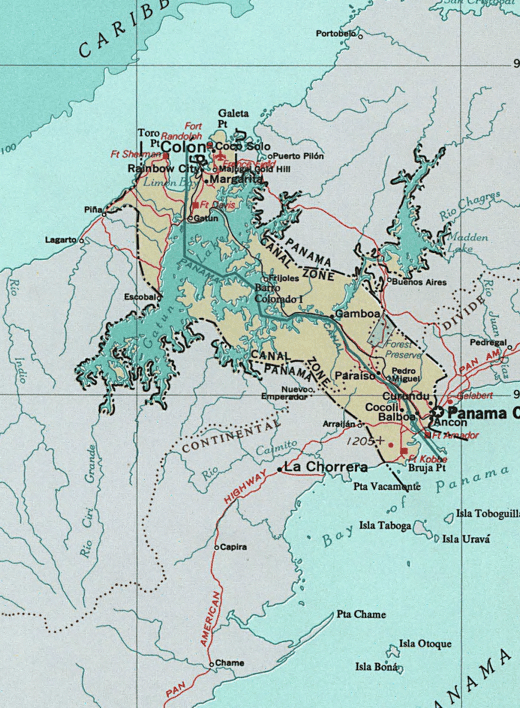
1999: Der Panamakanal

- 1999: Die USA übergeben die Panamakanalzone an Panama.
- 2004: Die Niedersächsische Landeszentrale für politische Bildung wird durch Entscheid des Kabinetts unter Ministerpräsident Christian Wulff aufgelöst.
- 2019: Regierungsbehörden in Wuhan bestätigen erstmals das Auftreten der bis dahin unbekannten Erkrankung COVID-19.
- 2024: Das Bezirksgericht Seoul-West erlässt Haftbefehl gegen den suspendierten Präsidenten Yoon Suk-yeol, weil er das Kriegsrecht ausgerufen hatte.

### Wirtschaft

1600: Flagge der Britischen Ostindien-Kompanie

- 1600: Die Britische Ostindien-Kompanie wird durch einen Freibrief von Königin Elisabeth I. an Londoner Kaufleute gegründet.
- 1799: Die bankrotte Niederländische Ostindien-Kompanie wird formell für aufgelöst erklärt.
- 1899: In Österreich-Ungarn wird die auf Joseph II. zurückgehende Zeitungsstempelgebühr endgültig abgeschafft.
- 1960: In Großbritannien verliert das vom 13. Jahrhundert bis zum Jahr 1956 geprägte Geldstück Farthing seine Eigenschaft als gesetzliches Zahlungsmittel.
- 1969: Der MSCI World startet mit einem Ausgangswert von 100 Punkten.
- 1983: Die Bremer Werft AG Weser wird geschlossen, mehr als 2.000 Mitarbeiter verlieren ihren Arbeitsplatz.
- 1985: Friedrich Karl Flick veräußert den Flick-Konzern, darunter die Feldmühle AG, für fünf Milliarden D-Mark an die Deutsche Bank, welche nach anschließender Umstrukturierung des Unternehmens einen Börsengang beabsichtigt.
- 2004: In Litauen wird 21 Jahre nach seiner vom Moskauer Politbüro angeordneten Betriebsaufnahme der erste Block des Kernkraftwerks Ignalina abgeschaltet. Die Europäische Union trägt den Großteil der Stilllegungskosten.
- 2009: Das litauische Kernkraftwerk Ignalina wird endgültig stillgelegt.

### Wissenschaft und Technik
- 1862: Die Monitor, das erste Panzerschiff der United States Navy sinkt im Sturm bei schwerer See vor Cape Hatteras, North Carolina.

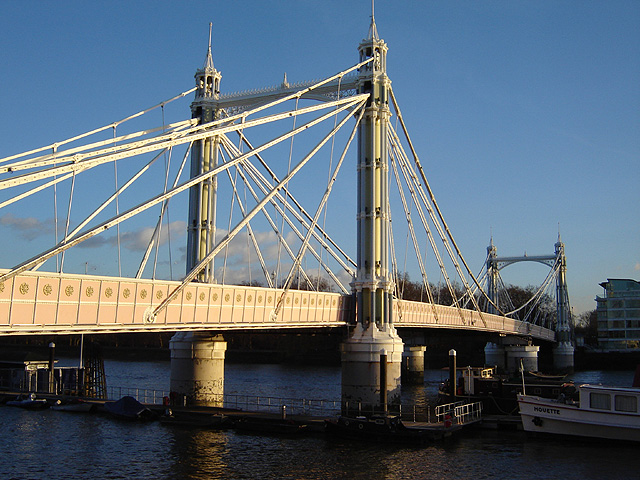
1872: Albert Bridge

- 1872: Mit der Albert Bridge eröffnet London eine Verbindung zwischen den beiden Stadtteilen Chelsea und Battersea über die Themse.
- 1879: Thomas Alva Edison führt erstmals in der Stadt Menlo Park, New Jersey, seine elektrische Beleuchtung vor.
- 1908: Wilbur Wright fliegt in Le Mans mit dem Flyer 124 km in zwei Stunden und 20 Minuten.
- 1909: Die Manhattan Bridge, eine Hängebrücke über den East River zwischen Manhattan und Brooklyn, wird feierlich eröffnet.
- 1938: Das erste mit einer Druckkabine ausgestattete Zivilflugzeug, die Boeing 307 Stratoliner, absolviert seinen Erstflug.
- 1968: Das sowjetische Überschallflugzeug Tupolew Tu-144 startet zu seinem Jungfernflug.
- 1989: Arved Fuchs und Reinhold Messner erreichen auf ihrer Antarktisdurchquerung zu Fuß und auf Skiern den geografischen Südpol.
- 1998: Um Mitternacht stellt die deutsche Küstenfunkstelle Norddeich Radio ihren Betrieb ein.
- 1999: Wegen des Jahr-2000-Problems werden weltweite Katastrophen befürchtet und Banken schalten ihre Bankautomaten vorsorglich ab.
- 2002: In Shanghai wird mit dem Transrapid Shanghai die erste und bislang einzige kommerzielle Transrapid-Strecke in Betrieb genommen.

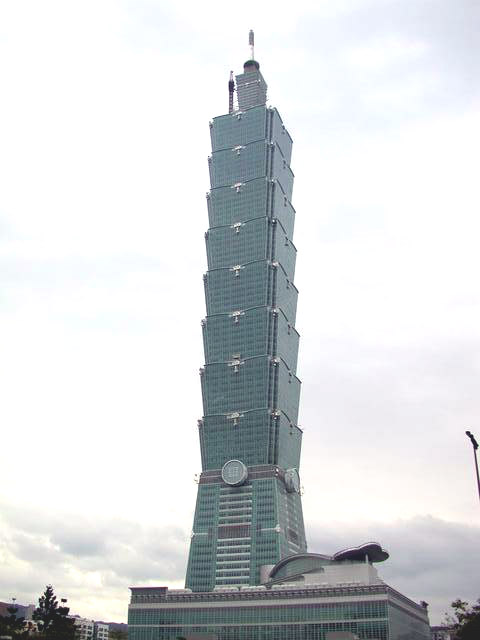
2004: Taipei 101

- 2004: Taipei 101, das bis Juli 2007 höchste Bürogebäude der Welt, wird in Taipeh, der Hauptstadt Taiwans, feierlich eröffnet.

### Kultur
- 1467: Der Inkunabeldrucker Ulrich Han druckt in Rom die Meditationes des Kardinals Juan de Torquemada und stellt damit das älteste mit Holzschnitten ausgestattete Buch Italiens her.
- 1842: Die Uraufführung der komischen Oper Der Wildschütz von Albert Lortzing erfolgt am Stadttheater in Leipzig.
- 1896: Während des Kautschukbooms wird im brasilianischen Manaus, inmitten des Amazonasbeckens gelegen, das Teatro Amazonas eröffnet.
- 1904: Der New Yorker Times Square wird erstmals zur Feier des neuen Jahres verwendet.
- 1922: In Wien wird der Filmbund als „Vereinigung aller am Film Schaffenden Österreichs“ gegründet.
- 1935: An der Staatsoper Unter den Linden in Berlin findet die Uraufführung der heiteren Oper Die große Sünderin von Eduard Künneke statt.
- 1936: In Magdeburg wird die Operette Liebe in der Lerchengasse von Arno Vetterling uraufgeführt.
- 1938: An den Städtischen Bühnen in Kiel wird die Operette Saison in Salzburg von Fred Raymond uraufgeführt.
- 1939: Die Wiener Philharmoniker geben ihr erstes Neujahrskonzert.
- 1952: In Koblenz wird die Operette Alles Kapriolen von Siegfried Köhler uraufgeführt.
- 1969: Der durch die Auftritte der Beatles legendär gewordene Hamburger Star-Club schließt.
- 1972: Neun Jahre nach der Erstausstrahlung zeigt der Norddeutsche Rundfunk den Sketch Dinner for One erstmals am Silvester-Abend.
- 1973: Erster öffentlicher Auftritt der australischen Rockband AC/DC.
- 1973: Die Folge Sylvesterpunsch der deutschen Sitcom Ein Herz und eine Seele wird erstmals ausgestrahlt.
- 1998: Der US-amerikanische Science-Fiction-Film Star Trek: Der Aufstand startet in den deutschen Kinos. Es ist der neunte Kinofilm der Star-Trek-Filmreihe.

### Religion
- 1929: Papst Pius XI. gibt unter dem Titel Divini illius magistri die Enzyklika Über die christliche Erziehung der Jugend heraus.
- 1930: In seiner Enzyklika Casti connubii verbietet Papst Pius XI. die interkonfessionelle Ehe und verurteilt jegliche Form der Empfängnisverhütung.
- 1946: Joseph Kardinal Frings hält seine berühmte Silvesterpredigt, in der er den Kohlenklau zur Linderung von Not entschuldigt. Das Wort „fringsen“ wird in der Folge zu einem Synonym für Mundraub.
- 2022: Der emeritierte Papst Benedikt XVI. stirbt im Alter von 95 Jahren im Vatikan.

### Katastrophen
- 1703: Ein großes Erdbeben erschüttert die japanische Präfektur Kanagawa. Zusammen mit einem nachfolgenden Tsunami richtet es in Tokio, Odawara und anderen Orten in der Region Zerstörungen an. Über 10.000 Menschen sterben bei der Naturkatastrophe.
- 1720: Eine einsetzende schwere Sturmflut verursacht an der deutschen Nordseeküste erhebliche Schäden. Auf Helgoland wird in der auch an Neujahr tobenden See die Düne von der Hauptinsel abgetrennt.

Kleinere Unglücksfälle sind in den Unterartikeln von Katastrophe und in der Liste von Katastrophen aufgeführt.

### Natur und Umwelt

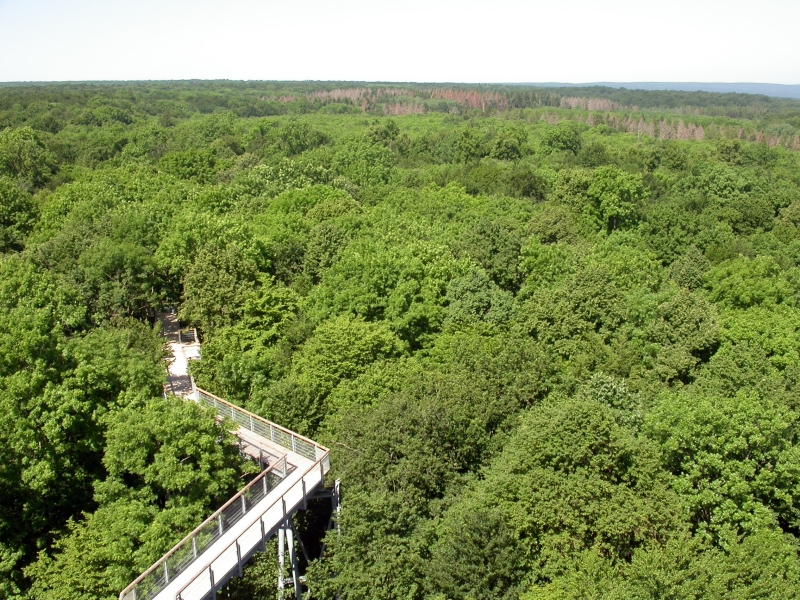
1997: Nationalpark Hainich mit Baumkronenpfad

- 1997: Der Nationalpark Hainich in Thüringen wird gegründet.

### Sport
- 1925: In São Paulo wird erstmals der internationale Silvesterlauf Corrida Internacional de São Silvestre ausgetragen.
- 1990: Letztmals treffen beim Kampf um die Schachweltmeisterschaft die Dauerrivalen Garri Kasparow und Anatoli Karpow am Brett aufeinander. Kasparow bleibt nach der letzten Partie mit 12,5:11,5 Punkten Weltmeister.
- Alljährlich findet an diesem Tag das Finalspiel beim Eishockeyturnier Spengler Cup in Davos statt.

Einträge von Leichtathletik-Weltrekorden befinden sich unter der jeweiligen Disziplin unter Leichtathletik.

## Geboren

### Vor dem 18. Jahrhundert

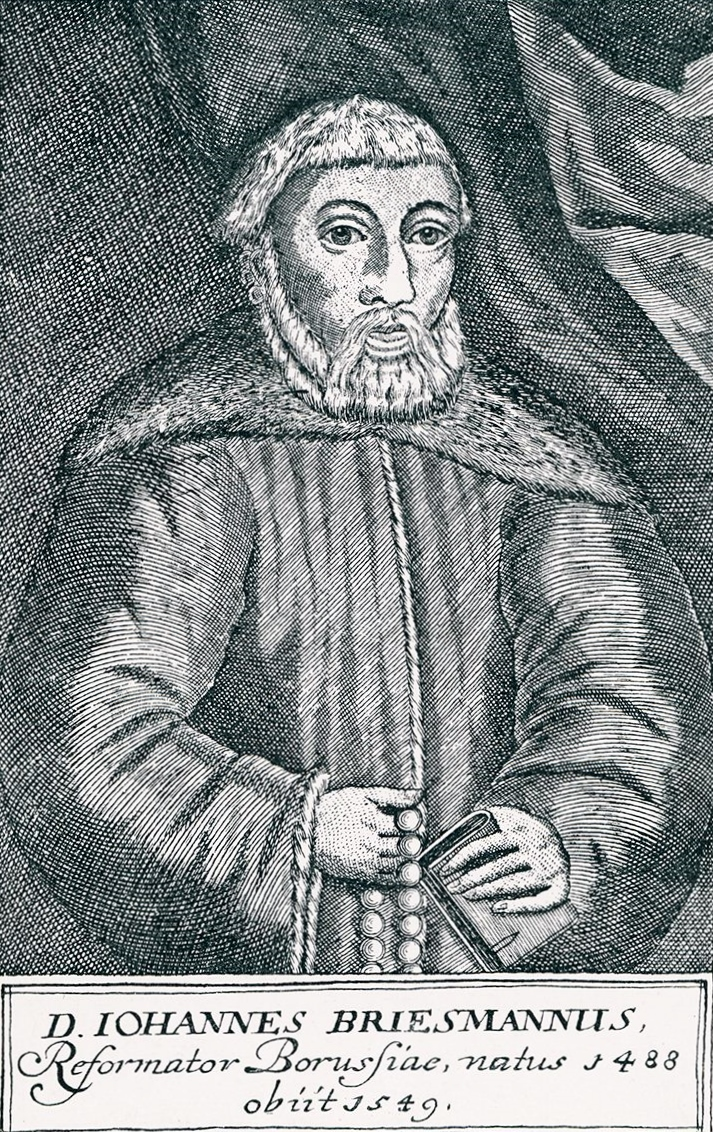
Johann Briesmann (* 1488)

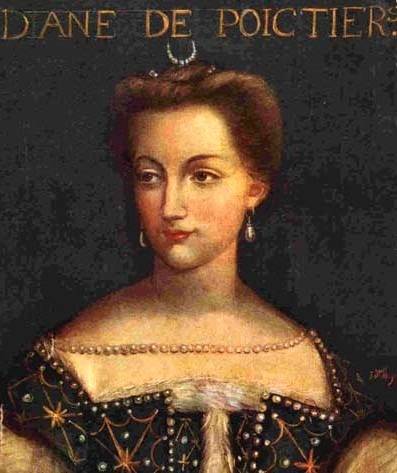
Diana von Poitiers (* 1499)

- 0695: Muhammad ibn al-Qasim arabischer Feldherr
- 1378: Calixt III., Papst
- 1475: Gendün Gyatsho, zweiter Dalai Lama
- 1488: Johann Briesmann, deutscher Theologe und Reformator
- 1491: Jacques Cartier, französischer Entdecker und Seefahrer
- 1493: Eleonora Gonzaga della Rovere Herzogin von Urbino
- 1499: Diana von Poitiers, Comtess von Saint-Vallier, Herzogin von Étampes und Valentinois
- 1504: Beatrix von Portugal, Herzogin von Savoyen
- 1514: Andreas Vesalius, flämischer Anatom
- 1517: Katharina von Tecklenburg, Fürstäbtissin des Stifts Essen
- 1518: Hieronymus Gerhard, württembergischer Staatsmann
- 1550: Henri de Guise, französischer Heerführer
- 1564: Ernst II., Herzog zu Braunschweig und Lüneburg, Fürst von Lüneburg
- 1571: Go-Yōzei, Kaiser von Japan
- 1574: Franz Ludwig von Erlach, Schultheiss von Bern
- 1585: Gonzalo Fernández de Córdoba, spanischer Feldherr
- 1586: Magdalena Sibylle von Preußen, Kurfürstin von Sachsen
- 1593: Agnès Arnauld, französische Nonne, Äbtissin von Port-Royal
- 1626: Ladislaus Esterházy, ungarischer Feldherr
- 1667: Friedrich Ulrich Cirksena, holländischer Generalleutnant und Graf in Ostfriesland
- 1668: Herman Boerhaave, niederländischer Mediziner, Chemiker und Botaniker
- 1696: Martin Spangberg, dänischer Entdecker in russischen Diensten

### 18. Jahrhundert
- 1702: Charles François II. de Montmorency-Luxembourg, Marschall von Frankreich
- 1706: Johanna Magdalena von Gersdorf, deutsche Kirchenlieddichterin
- 1718: Nicolas-Sylvestre Bergier, französischer Theologe
- 1720: Charles Edward Stuart, britischer Adliger, Thronanwärter
- 1734: Maria Ursula Columba de Groote, Kölner Bürgermeistersgattin
- 1734: Johann Gottlieb Schaller, deutscher Naturforscher
- 1738: Charles Cornwallis, britischer General und Politiker, Generalgouverneur von Indien
- 1739: Friedrich Wilhelm von Arnim-Boitzenburg, preußischer Beamter und Kriegsminister
- 1740: Heinrich Dietrich von Grolman, Jurist, preußischer Wirklicher Geheimer Rat, Präsident des Geheimen Obertribunals und Mitglied des Staatsrats
- 1741: Maria Isabella von Bourbon-Parma, Prinzessin von Bourbon-Parma und Erzherzogin von Österreich
- 1741: Honorius Grieninger, deutscher Benediktiner und letzter Abt des Klosters Irsee
- 1747: Gottfried August Bürger, deutscher Dichter
- 1751: Johann Baptist von Lampi, italienischer Porträtmaler
- 1757: Johann Daniel Hensel, deutscher Pädagoge, Schriftsteller und Komponist
- 1758: Johann Heinrich Bleuler, Schweizer Maler und Kupferstecher
- 1761: Christian Hendrik Persoon, südafrikanischer Mykologe
- 1763: Pierre de Villeneuve, französischer Admiral
- 1764: Johann Albert Eytelwein, deutscher Zivilingenieur
- 1764: Emmanuel-Maximilien-Joseph Guidal, französischer General
- 1782: Jean-Pierre Sylvestre de Grateloup, französischer Arzt und Naturforscher
- 1798: Friedrich Robert Fählmann, deutsch-estnischer Philologe

### 19. Jahrhundert

#### 1801 bis 1850
- 1801: Johann Eduard Heuchler, deutscher Architekt und Baumeister
- 1803: Johann Carl Fuhlrott, deutscher Naturforscher
- 1803: José María Heredia, kubanischer Dichter
- 1805: Marie d’Agoult, französische Schriftstellerin
- 1812: Johann Bast, deutsch-US-amerikanischer Architekt
- 1813: Henry Bence Jones, britischer Arzt
- 1815: George Gordon Meade, US-amerikanischer General

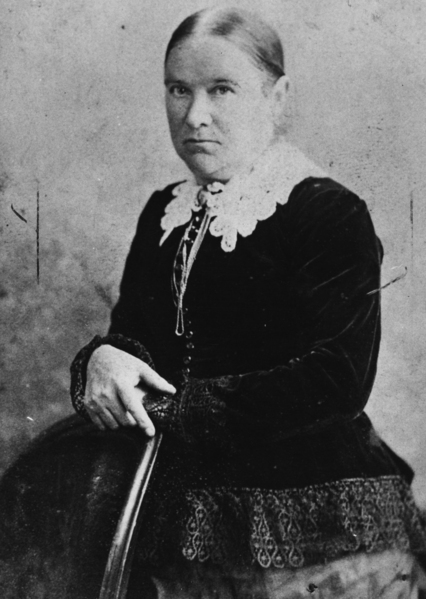
Lenchen Demuth (* 1820)

- 1816: William Gull, englischer Arzt
- 1820: Helene Demuth, Haushälterin von Jenny und Karl Marx
- 1821: Philipp M. Schmutzer, österreichischer Musiker und Komponist
- 1823ː Nina Bellosa, deutsche Theaterschauspielerin
- 1824: Bernard Altum, deutscher Zoologe, Ornithologe und Forstwissenschaftler
- 1825: Robert Austin, englischer Entdecker und Ingenieur
- 1825: James Hobrecht, deutscher Stadtplaner
- 1826: Henry Hiles, englischer Komponist, Organist und Musikpädagoge
- 1829: Isacco Artom, italienischer Politiker und Diplomat
- 1830: Ismail Pascha, ägyptischer Adliger, Wali und Khedive der osmanischen Provinz Ägypten
- 1834: Matthew Hastings, US-amerikanischer Genre-, Landschafts- und Porträtmaler, Illustrator und Fotograf
- 1837: Wilhelm Fleischmann, deutscher Agrarwissenschaftler
- 1838: Aimé-Jules Dalou, französischer Bildhauer
- 1842: Giovanni Boldini, italienischer Porträtmaler
- 1844: Ebe Walter Tunnell, US-amerikanischer Politiker, Gouverneur von Delaware
- 1846: Ferdinand Domela Nieuwenhuis, niederländischer Politiker
- 1847: Wilson S. Bissell, US-amerikanischer Politiker, Postminister
- 1848: Amos Burn, britischer Schachspieler

#### 1851 bis 1900
- 1851: Henry Carter Adams, US-amerikanischer Finanz- und Wirtschaftswissenschaftler
- 1851: Frederick Courteney Selous, britischer Großwildjäger und Offizier
- 1852: Carl Stegmann, deutscher Philologe und Gymnasialdirektor
- 1853: Jakob Reumann, österreichischer Politiker, Reichsrat, Bürgermeister und erster Landeshauptmann von Wien, Bundesratsvorsitzender
- 1855: Giovanni Pascoli, italienischer Dichter
- 1856: Hildegard Voigt, deutsche Schriftstellerin
- 1857: Frank C. Archibald, US-amerikanischer Jurist und Politiker, Attorney General von Vermont
- 1857: Hermann Oppenheim, deutscher Neurologe
- 1861: August Abegg, Schweizer Textilfabrikant
- 1862: Richard Abramowski, deutscher evangelischer Theologe
- 1862: Paula Dehmel, deutsche Schriftstellerin

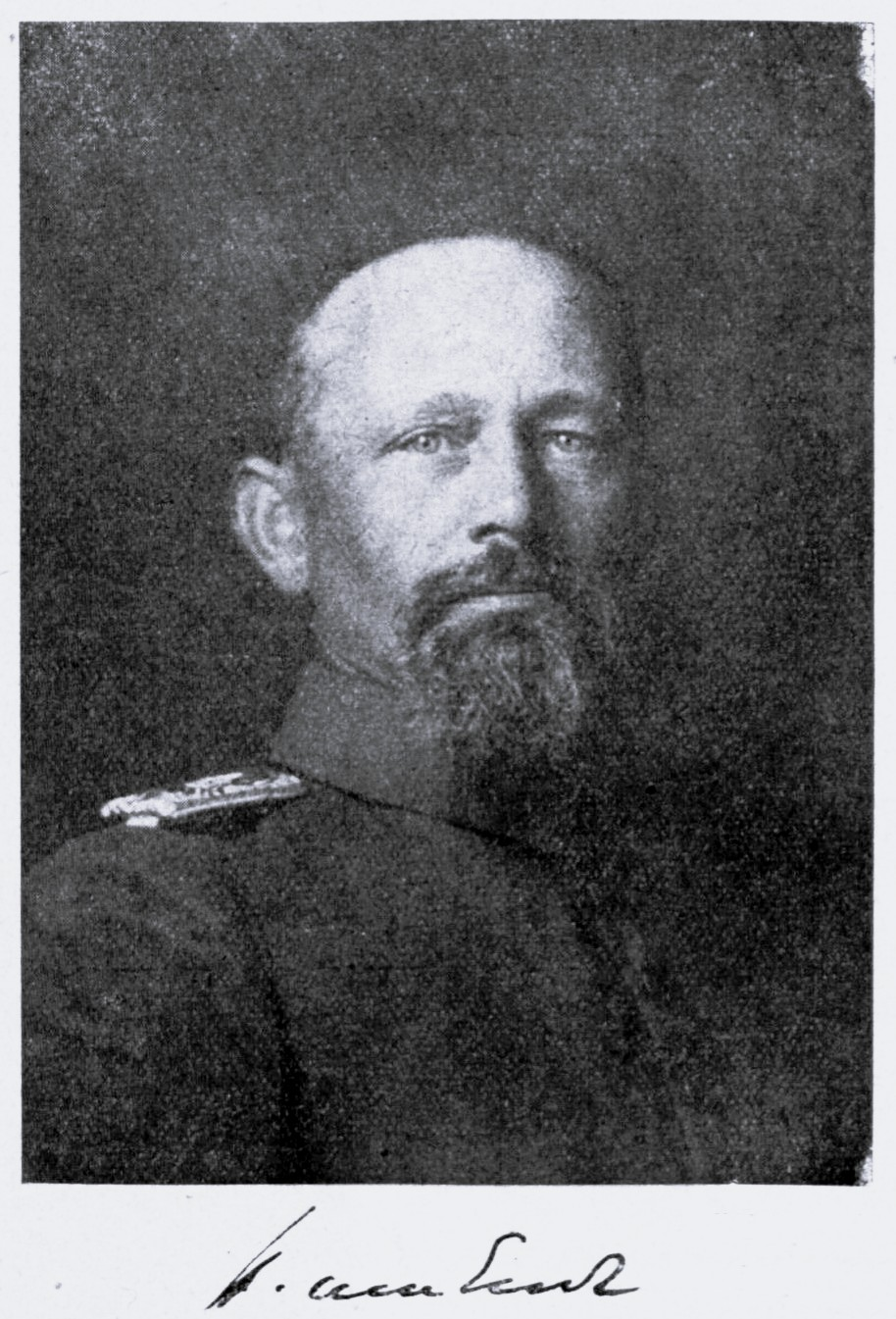
Hans am Ende (* 1864)

- 1864: Robert Grant Aitken, US-amerikanischer Astronom
- 1864: Hans am Ende, deutscher Maler
- 1864: Alessandro Longo, italienischer Komponist und Musikwissenschaftler
- 1865: Ferdinand Noack, deutscher Archäologe
- 1867: Josef Feinhals, deutscher Unternehmer
- 1867: Saitō Ryokuu, japanischer Schriftsteller
- 1868: Arthur Keller, deutscher Mediziner
- 1868: Erich Ziebarth, deutscher Althistoriker
- 1869: Henri Matisse, französischer Maler und Grafiker
- 1870: Mbah Gotho, soll der älteste Mensch der Welt gewesen sein (wurde 146 Jahre alt)
- 1874: Lucas Bridges, argentinischer Schriftsteller, Ethnograph und Farmer
- 1877: Lawrence Beesley, britischer Lehrer, Journalist und Autor
- 1877: Viktor Dyk, tschechischer Dichter und Prosaist, Dramatiker, Politiker und Rechtsanwalt
- 1877: August Frölich, deutscher Politiker und Gewerkschafter, MdL, Landesminister, MdR, Landtagspräsident
- 1879: Albert Werkmüller, deutscher Leichtathlet, Fußballspieler und Turner
- 1880: George Catlett Marshall, US-amerikanischer General und Politiker, Chief of Staff of the Army, Außenminister, Nobelpreisträger
- 1881: Paul Boldt, deutscher Lyriker des Expressionismus

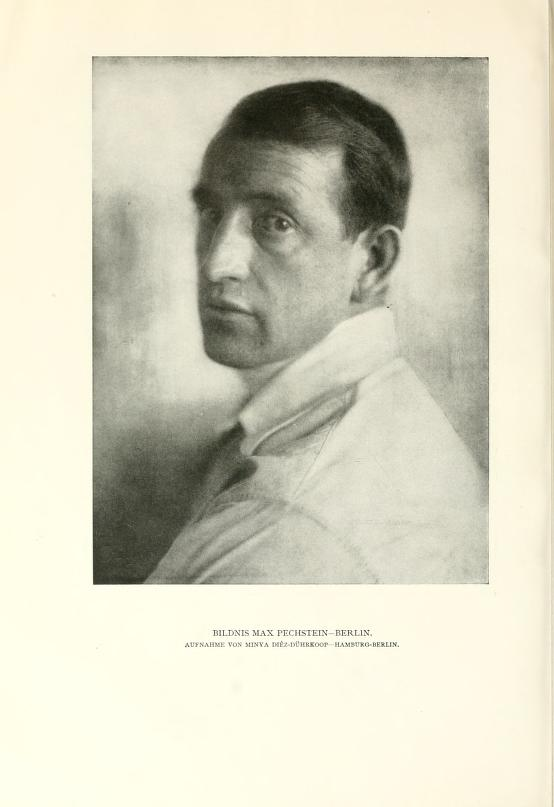
Max Pechstein (* 1881)

- 1881: Max Pechstein, deutscher Maler und Grafiker des Expressionismus
- 1882ː Ida Frohnmeyer, deutsch-schweizerische Schriftstellerin
- 1884: Edgar Page, englischer Hockey- und Cricketspieler
- 1885: Edgar Leslie, US-amerikanischer Songwriter
- 1885: Franz von Hoeßlin, deutscher Dirigent und Komponist
- 1887: Gaston Modot, französischer Schauspieler
- 1887: Willy Römer, deutscher Pressefotograf
- 1889: Adolf Grimme, deutscher Politiker, Landesminister, MdL, Generaldirektor des Nordwestdeutschen Rundfunks
- 1889: Marcel Pilet-Golaz, Schweizer Politiker, Bundesrat, mehrfacher Bundesminister, Bundespräsident
- 1890: Karl Artelt, deutscher Marineangehöriger und Politiker, einer der Anführer des Kieler Matrosenaufstands
- 1890: Walter Gmeindl, österreichischer Komponist, Chordirigent und Musikpädagoge
- 1890: Friedrich Nowack, deutscher Politiker und Gewerkschafter, MdR, MdB
- 1891: Josef Lechthaler, österreichischer Komponist
- 1891: José Saldías, argentinischer Schriftsteller und Journalist
- 1893: Mina Amann, deutsche Widerstandskämpferin gegen den Nationalsozialismus, Gewerkschafterin und Politikerin
- 1893: Friedrich Christian Prinz von Sachsen, deutsches Adliger, Oberhaupt des Hauses Wettin
- 1894: Ernest John Moeran, britischer Komponist
- 1896: Gladys Egbert, kanadische Pianistin und Musikpädagogin
- 1896: Carl Ludwig Siegel, deutscher Mathematiker
- 1897: Frank Skinner, US-amerikanischer Komponist
- 1898: Erich Sauer, deutscher Theologe
- 1899: Silvestre Revueltas, mexikanischer Komponist
- 1899: Margarete Schlegel, deutsche Schauspielerin

### 20. Jahrhundert

#### 1901–1925
- 1901: Lionel Daunais, kanadischer Sänger, Opernregisseur und Komponist
- 1902: Matthias Gleitze, deutscher Kommunalpolitiker
- 1903: Nathan Milstein, US-amerikanischer Violinist ukrainischer Herkunft
- 1904: Franco Mazzotti, italienischer Adeliger, Pilot sowie Motorboot- und Automobilrennfahrer
- 1905: Frank Barufski, deutscher Schauspieler, Hörspielsprecher und Moderator
- 1905: Guy Mollet, französischer Politiker, Premierminister
- 1905: Jule Styne, US-amerikanischer Komponist
- 1908: Simon Wiesenthal, österreichischer Architekt, Publizist und Schriftsteller, Leiter des jüdischen Dokumentationszentrums Wien Simon Wiesenthal (* 1908)

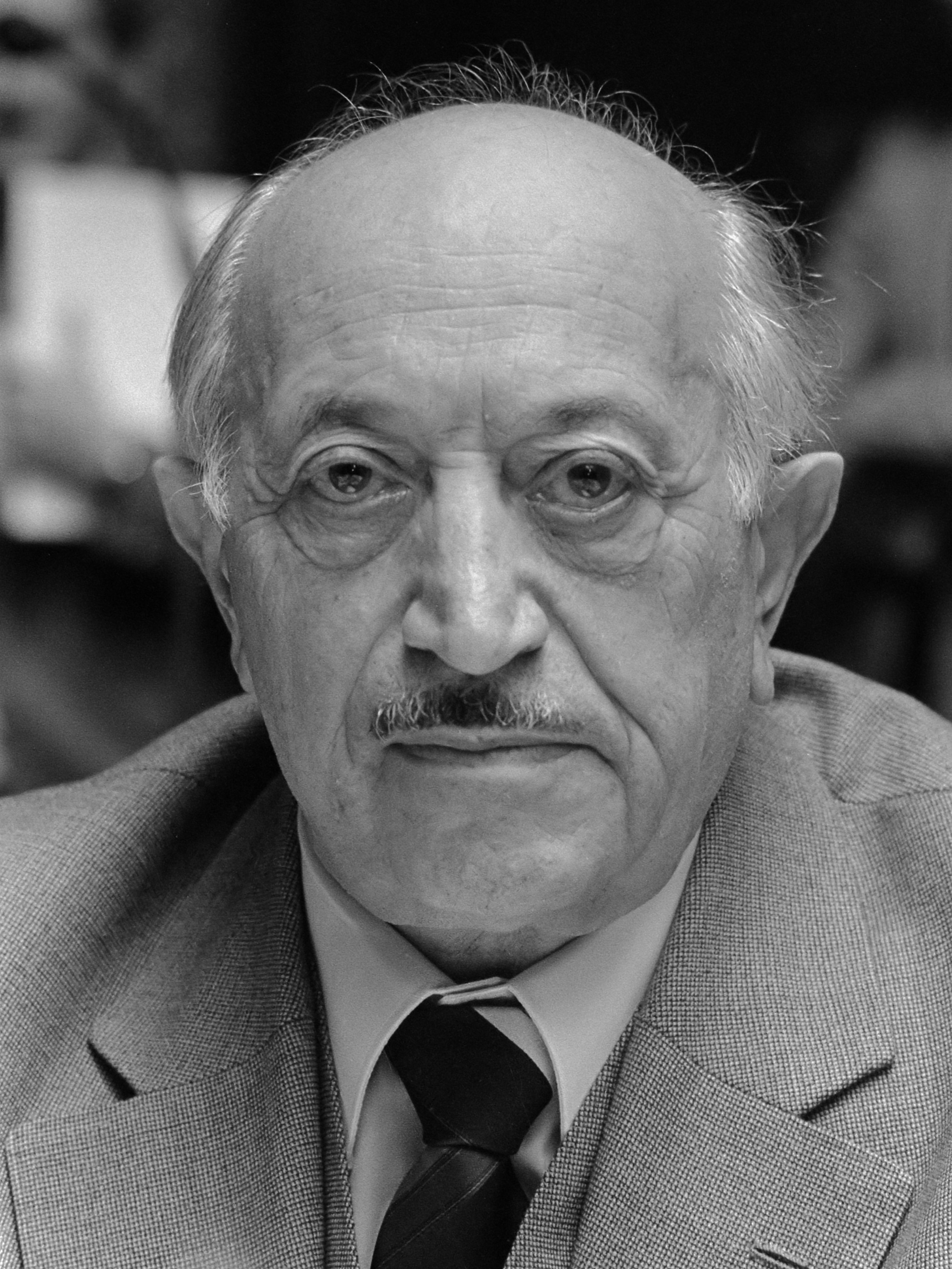
Simon Wiesenthal (* 1908)

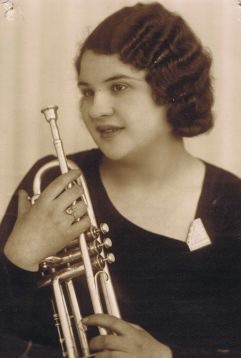
Clara de Vries (* 1915)

- 1909: Giuseppe Addobbati, italienischer Schauspieler
- 1909: Ernst Kramer, deutscher Architekt und Lokalhistoriker
- 1910: Werner Conze, deutscher Historiker und Hochschullehrer
- 1912: Heinz Adler, deutscher Politiker, MdL
- 1912: Pierre Amandry, französischer Klassischer Archäologe
- 1912: John Dutton Frost, britischer Generalmajor
- 1912: Johana Harris, kanadische Pianistin, Komponistin und Musikpädagogin
- 1913: Peruchín, kubanischer Pianist, Komponist und Arrangeur
- 1913: René Schneider, chilenischer General deutscher Abstammung, Oberbefehlshaber der Armee
- 1915: Loys Masson, französischer Schriftsteller
- 1915ː Clara de Vries, niederländischer Jazz-Trompeterin, Holocaustopfer
- 1917: Italo Astolfi, italienischer Bahnradsportler
- 1918: Gunder Hägg, schwedischer Leichtathlet
- 1919: Karlhans Paul Abel, deutscher klassischer Philologe
- 1919: Artur Fischer, deutscher Erfinder
- 1919: Ludmila Frajt, serbische bzw. jugoslawische Komponistin
- 1920: Rex Allen, US-amerikanischer Sänger und Schauspieler
- 1920: Jean Chabbert OFM, französischer Ordensgeistlicher und römisch-katholischer Bischof von Perpignan-Elne
- 1920: Günter Matthes, deutscher Journalist
- 1921: Dieter Bührle, Schweizer Rüstungsfabrikant
- 1921: Lynn Compton, US-amerikanischer Offizier
- 1922: Tom Fears, US-amerikanischer American-Football-Spieler und -Trainer
- 1925: Irina Korschunow, deutsche Schriftstellerin
- 1925: Jaap Schröder, niederländischer Violinist und Dirigent
- 1925: Hermann Josef Spital, deutscher Geistlicher und Theologe, Bischof von Trier

#### 1926–1950
- 1926: Alexis von Hagemeister, deutscher Schauspieler
- 1926: Hermann Lübbe, deutscher Philosoph
- 1927: Dieter Noll, deutscher Schriftsteller
- 1928: Hugh McElhenny, US-amerikanischer American-Football-Spieler
- 1929: Doug Anthony, australischer Politiker, Minister
- 1929: Ivor Arbiter, englischer Instrumentenbauer
- 1929: Jeremy Bernstein, US-amerikanischer theoretischer Physiker und Wissenschafts-Essayist
- 1929: Võ Quý, vietnamesischer Ornithologe und Hochschullehrer

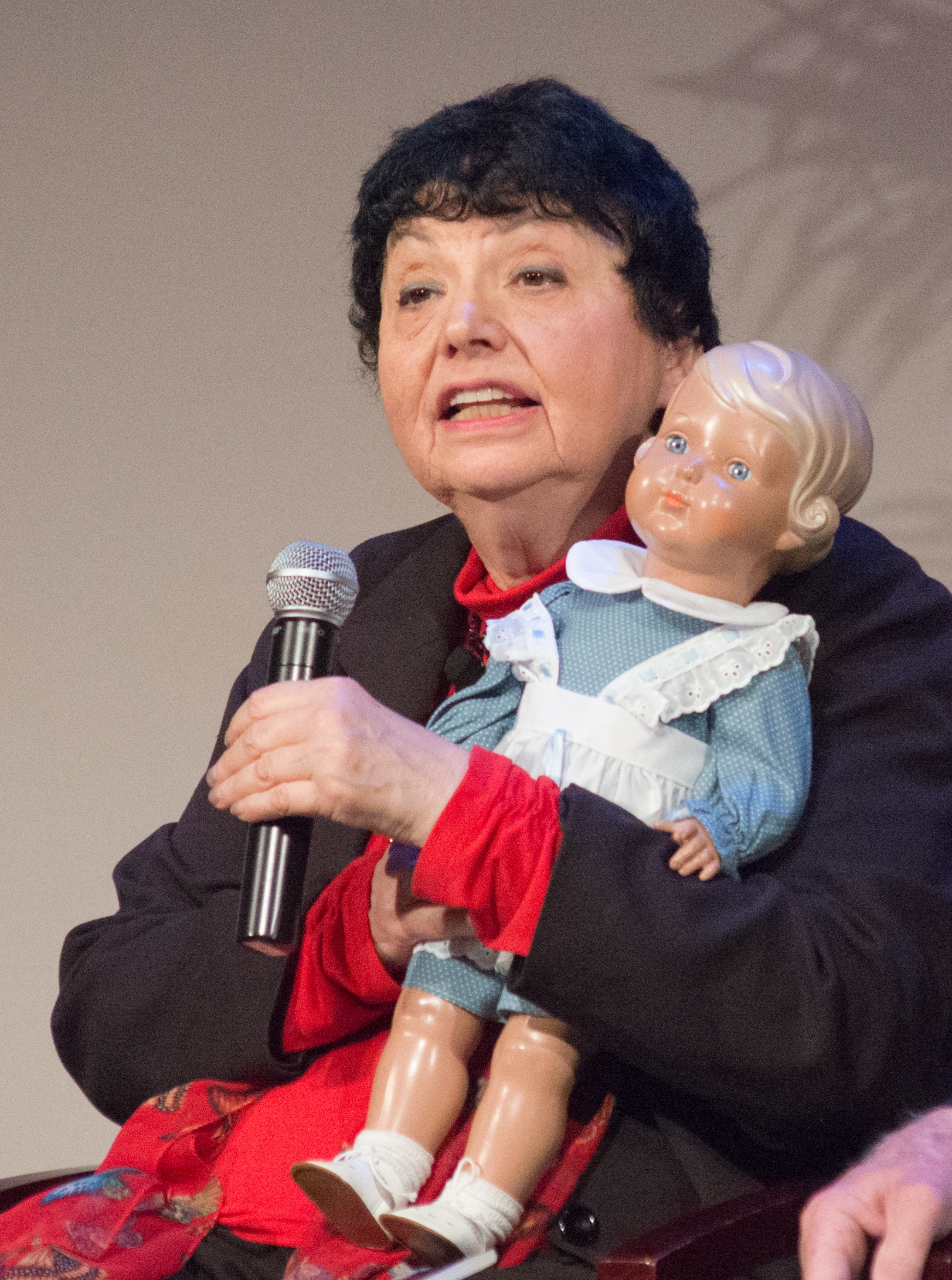
Inge Auerbacher (* 1934)

- 1930: Walter Müller, deutscher Turner
- 1931: Mildred Scheel, deutsche Ärztin, Ehefrau von Walter Scheel und Gründerin der Deutschen Krebshilfe
- 1931ː Sidse Werner, dänische Architektin und Industriedesignerin
- 1932: Felix Rexhausen, deutscher Journalist, Autor und Satiriker
- 1933: Chryssa, griechisch-US-amerikanische Künstlerin
- 1933: Elisa Gabbai, israelische Schlagersängerin
- 1934: Inge Auerbacher, US-amerikanische Chemikerin und Holocaustüberlebende
- 1935: Rolf Haufs, deutscher Lyriker
- 1935: Peter Herbolzheimer, deutscher Posaunist und Bandleader
- 1936: William French Anderson, US-amerikanischer Arzt, Gentechniker und Molekular-Biologe
- 1936: Siw Malmkvist, schwedische Schlagersängerin
- 1937: Nicolas Born, deutscher Schriftsteller

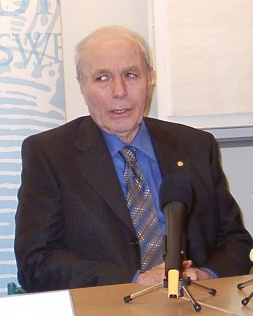
Avram Hershko (* 1937)

- 1937: Avram Hershko, israelischer Biochemiker ungarischer Herkunft, Nobelpreisträger
- 1937: Anthony Hopkins, britisch-US-amerikanischer Schauspieler
- 1937: Milutin Šoškić, jugoslawischer Fußballspieler und -trainer
- 1937: Paul Spiegel, deutscher Journalist und Unternehmer, Präsident des Zentralrats der Juden in Deutschland

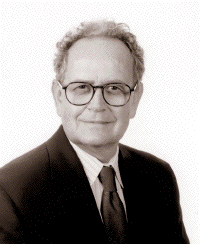
Peter Camejo (* 1939)

- 1939: Peter Camejo, US-amerikanischer Schriftsteller, Umweltschützer und Politiker
- 1939: Ursula Lautenschläger, deutsche Grafikerin
- 1939: Günter Lehmann, deutscher Professor und Direktor des Europäischen Instituts für postgraduale Bildung
- 1939: Edmone Roffael, arabisch-deutscher Chemiker sowie Holz- und Forstwissenschaftler
- 1940: Karl Bauer, deutscher Landschaftsarchitekt und Architekt
- 1940: José de Anchieta Fontana, brasilianischer Fußballspieler, Weltmeister
- 1940: Mani Neumeier, deutscher Rockmusiker (Guru Guru)
- 1940: Eberhard Schuster, deutscher Fußballspieler
- 1940: Harald Spehl, deutscher Professor
- 1941: Alex Ferguson, schottischer Fußballspieler und -trainer
- 1941: Sarah Miles, britische Schauspielerin
- 1942ː Selma Elisabeth Graf, deutsche römisch-katholische Märtyrerin und Opfer des Holocaust
- 1942: Gunter Hofmann, deutscher Journalist
- 1942: Ferdinand Lacina, österreichischer Politiker, Bundesminister, Abgeordneter zum Nationalrat
- 1942: Andy Summers, englischer Pop- und Rock-Gitarrist
- 1943: Yawovi Agboyibo, togolesischer Politiker, Premierminister
- 1943: John Denver, US-amerikanischer Country- und Folk-Sänger
- 1943: Wolfgang Gerhardt, deutscher Politiker, MdL, Landesminister, MdB
- 1943: Horst Heese, deutscher Fußballspieler und -trainer
- 1943: Ben Kingsley, britischer Schauspieler
- 1943: Lynzee Klingman, US-amerikanische Filmeditorin
- 1944: Taylor Hackford, US-amerikanischer Regisseur und Produzent
- 1944: Dieter Weirich, deutscher Journalist
- 1945: Leonard Adleman, US-amerikanischer Mathematiker und Kryptologe
- 1945: Barbara Carrera, US-amerikanische Schauspielerin, Model
- 1946: Werner Adler, deutscher Fußballspieler
- 1946: Leo Portelli, maltesischer Bogenschütze

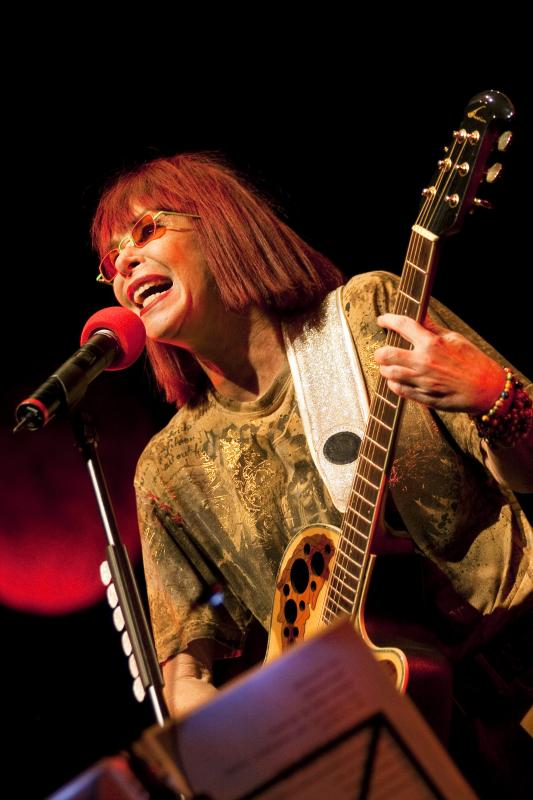
Rita Lee (* 1947)

- 1946: Ljudmila Alexejewna Pachomowa, sowjetische Eiskunstläuferin, Weltmeisterin, Olympiasiegerin
- 1947: Ralph Eichler, Schweizer Physiker
- 1947: Klaus Hagemann, deutscher Politiker, MdB
- 1947: Rita Lee, brasilianische Sängerin und Instrumentalistin
- 1947: Gerhard Ludwig Müller, deutscher Geistlicher und Theologe, Bischof von Regensburg, Kardinal
- 1948: Wiktor Michailowitsch Afanassjew, sowjetischer Kosmonaut

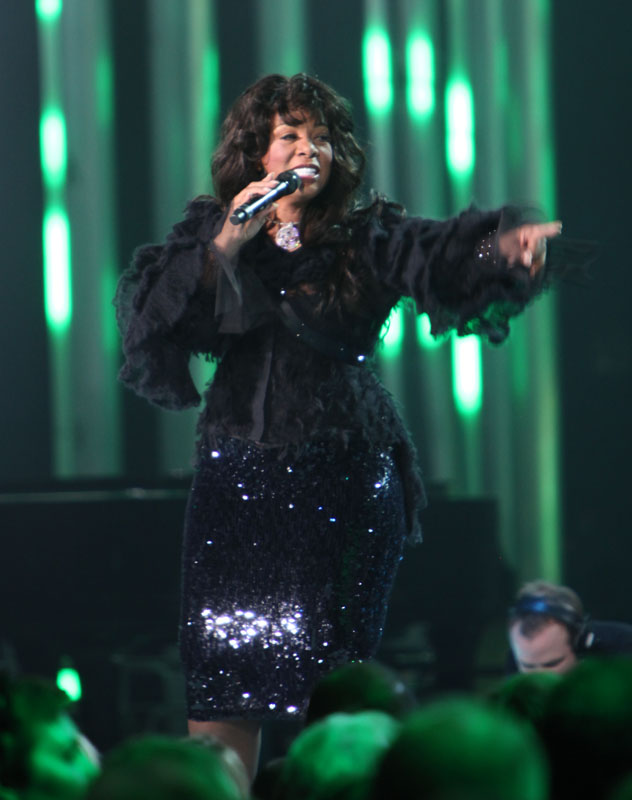
Donna Summer (* 1948)

- 1948: Joe Dallesandro, US-amerikanischer Schauspieler
- 1948: Daniel Díaz Torres, kubanischer Filmregisseur
- 1948: Donna Summer, US-amerikanische Sängerin
- 1949: Karl Amon, österreichischer Journalist
- 1949: Neil Crang, australischer Autorennfahrer
- 1949: Rainer Fetting, deutscher Kunstmaler und Bildhauer
- 1949: Bärbel Zieling, deutsche Kommunalpolitikerin, Oberbürgermeisterin von Duisburg
- 1950: Karl Addicks, deutscher Politiker, MdB
- 1950: Carl-Hubertus von Butler, deutscher General, Befehlshaber des Heeresführungskommandos
- 1950: Inge Helten, deutsche Leichtathletin, Olympiamedaillengewinnerin
- 1950: Tomás Herrera, kubanischer Basketballspieler

#### 1951–1975
- 1951: Hans Böck, österreichischer Journalist
- 1951: Tom Hamilton, US-amerikanischer Musiker
- 1951: Jimmy Haslip, US-amerikanischer Jazzbassist
- 1951: Hartmut Möllring, deutscher Politiker, MdL, Landesminister
- 1951: Vasilis Rakopoulos, griechischer Gitarrist, Trompeter und Musikpädagoge
- 1951: Kenny Roberts sr., US-amerikanischer Motorradrennfahrer
- 1952: Thomas Bopp, deutscher Politiker, MdL
- 1952: Lawrence Fritts, US-amerikanischer Komponist und Musikpädagoge
- 1952: Jean-Pierre Rives, französischer Rugby-Union-Spieler und Bildhauer
- 1952: Wolfgang Welt, deutscher Schriftsteller
- 1953: Jane Badler, US-amerikanische Schauspielerin
- 1953: Frédéric Da Rocha, französischer Autorennfahrer
- 1953: James Remar, US-amerikanischer Schauspieler
- 1953: Gerd Paulus, deutscher Fußballspieler
- 1954: Gloria Akuffo, ghanaische Juristin und Politikerin, Ministerin

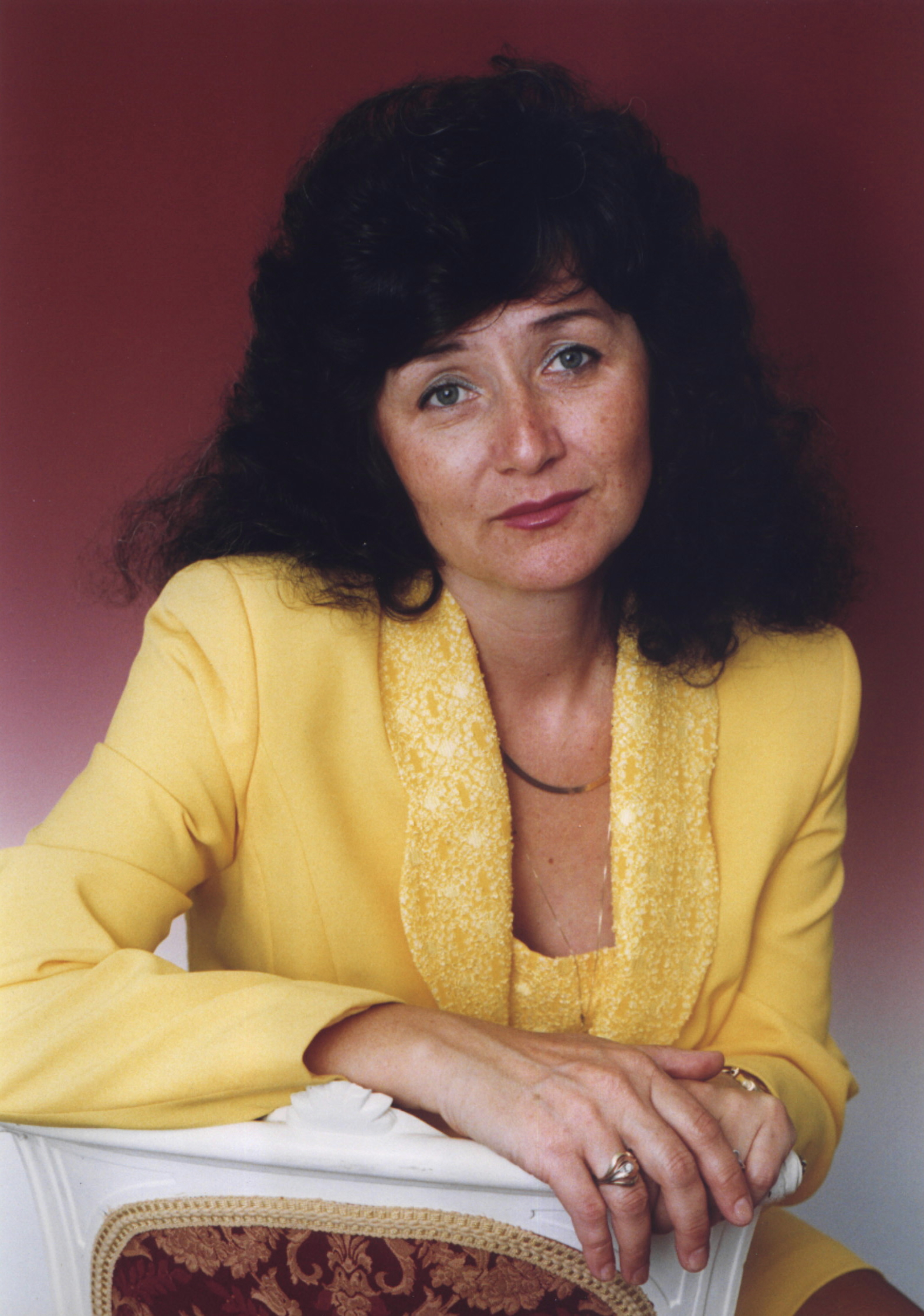
Sylvie Bodorová (* 1954)

- 1954: Sylvie Bodorová, tschechische Komponistin
- 1954: Terrence Wallace „Terry“ Ruskowski, kanadischer Eishockeyspieler, -trainer und -funktionär
- 1954: Alex Salmond, schottischer Politiker, First Minister
- 1954: Christine Scheiblich, deutsche Ruderin
- 1954: Pete Souza, US-amerikanischer Fotojournalist
- 1954: Anita Thanei, Schweizer Politikerin
- 1955: Gerhard Acktun, deutscher Schauspieler und Synchronsprecher
- 1955: Gregor Braun, deutscher Radrennfahrer
- 1955: Mike Bruce, deutsch-kanadischer Eishockeyspieler
- 1955: Stephan Krawczyk, deutscher Liedermacher und Schriftsteller
- 1955: Frank Lenart, deutscher Schauspieler, Synchronsprecher, Synchronregisseur und Dialogbuchautor
- 1956: Andrea Gabriella Kapsaski, griechische Schauspielerin, Filmproduzentin, Lyrikerin und Übersetzerin
- 1956: Helma Knorscheidt, deutsche Leichtathletin
- 1956: Christine Scheel, deutsche Politikerin, MdB

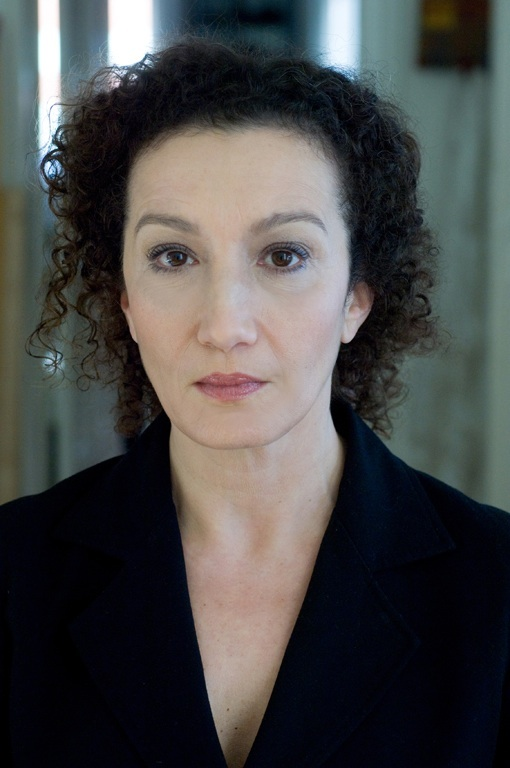
Konstanze Breitebner (* 1959)

- 1957: Heinz-Josef Braun, deutscher Musiker, Schauspieler und Kabarettist
- 1957: Fabrizio Meoni, italienischer Motorradrennfahrer
- 1958: Bebe Neuwirth, US-amerikanische Tänzerin, Theater-, Film- und Fernsehschauspielerin
- 1958: Uwe Scholz, deutscher Choreograf und Ballettdirektor
- 1959: Liveris Andritsos, griechischer Basketballspieler und -trainer
- 1959: Konstanze Breitebner, österreichische Schauspielerin
- 1959: Val Kilmer, US-amerikanischer Schauspieler
- 1959: Paul Westerberg, US-amerikanischer Sänger, Gitarrist und Songschreiber
- 1961: Rainer Ernst, deutscher Fußballspieler
- 1962: Hardy Grüne, deutscher Autor
- 1962: Traudl Hächer, deutsche Skirennläuferin
- 1962: Katy Karrenbauer, deutsche Schauspielerin
- 1962: Machi Tawara, japanische Lyrikerin und Übersetzerin
- 1963: Ahmed Almaktoum, emiratischer Sportschütze, Olympiasieger
- 1963: Maya Beiser, US-amerikanische Cellistin
- 1963: Scott Ian, US-amerikanischer Gitarrist (Anthrax)
- 1964: Fljura Chassanowa, kasachische Schachspielerin, -schiedsrichterin und -trainerin
- 1964: Valentina Vargas, chilenische Schauspielerin

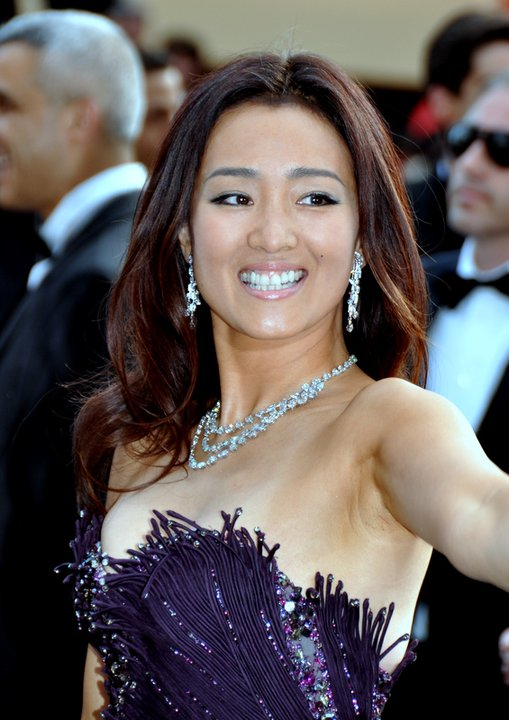
Gong Li (* 1965)

- 1965: Tony Dorigo, englischer Fußballspieler
- 1965: Gong Li, chinesische Filmschauspielerin
- 1965: Nicholas Sparks, US-amerikanischer Schriftsteller
- 1966: Lisa Joyner, US-amerikanische Moderatorin und Reporterin
- 1966: Susan Rigvava-Dumas, niederländische Musicaldarstellerin und Mezzosopranistin
- 1968: Nina Kraft, deutsche Triathletin, Gewinnerin des Ironman
- 1969: Ekaterina Borulya, deutsch-ukrainische Schachspielerin
- 1969: Claudia Kleinert, deutsche Fernsehmoderatorin
- 1969: Pit-Arne Pietz, deutscher Schauspieler
- 1970: Chandra West, kanadische Schauspielerin
- 1971: Søren Pape Poulsen, dänischer Politiker und Justizminister Dänemarks
- 1972: Grégory Coupet, französischer Fußballspieler
- 1972: Mathias Hain, deutscher Fußballspieler
- 1972: Joey McIntyre, US-amerikanischer Sänger und Schauspieler
- 1972: Grazia Zafferani, Politikerin, Staatsoberhaupt von San Marino
- 1974: Joe Abercrombie, englischer Autor
- 1974: Mario Aerts, belgischer Radrennfahrer
- 1974: Bas Böttcher, deutscher Schriftsteller und Slam-Poet
- 1974: Tony Kanaan, brasilianischer Rennfahrer
- 1975: Andreas Kiendl, österreichischer Schauspieler
- 1975: Thomas Gansch, österreichischer Trompeter

#### 1976–2000
- 1976: Luís Carreira, portugiesischer Motorradrennfahrer
- 1977: Ceza, türkischer Rapper
- 1977: Psy, südkoreanischer Rapper
- 1977: Donald Trump Jr., US-amerikanischer Unternehmer
- 1978: Alexander Lorenz, deutscher Fußballspieler
- 1979: Elaine Cassidy, irische Schauspielerin
- 1979: Agnieszka Grochowska, polnische Schauspielerin
- 1979: Danny Watts, britischer Rennfahrer

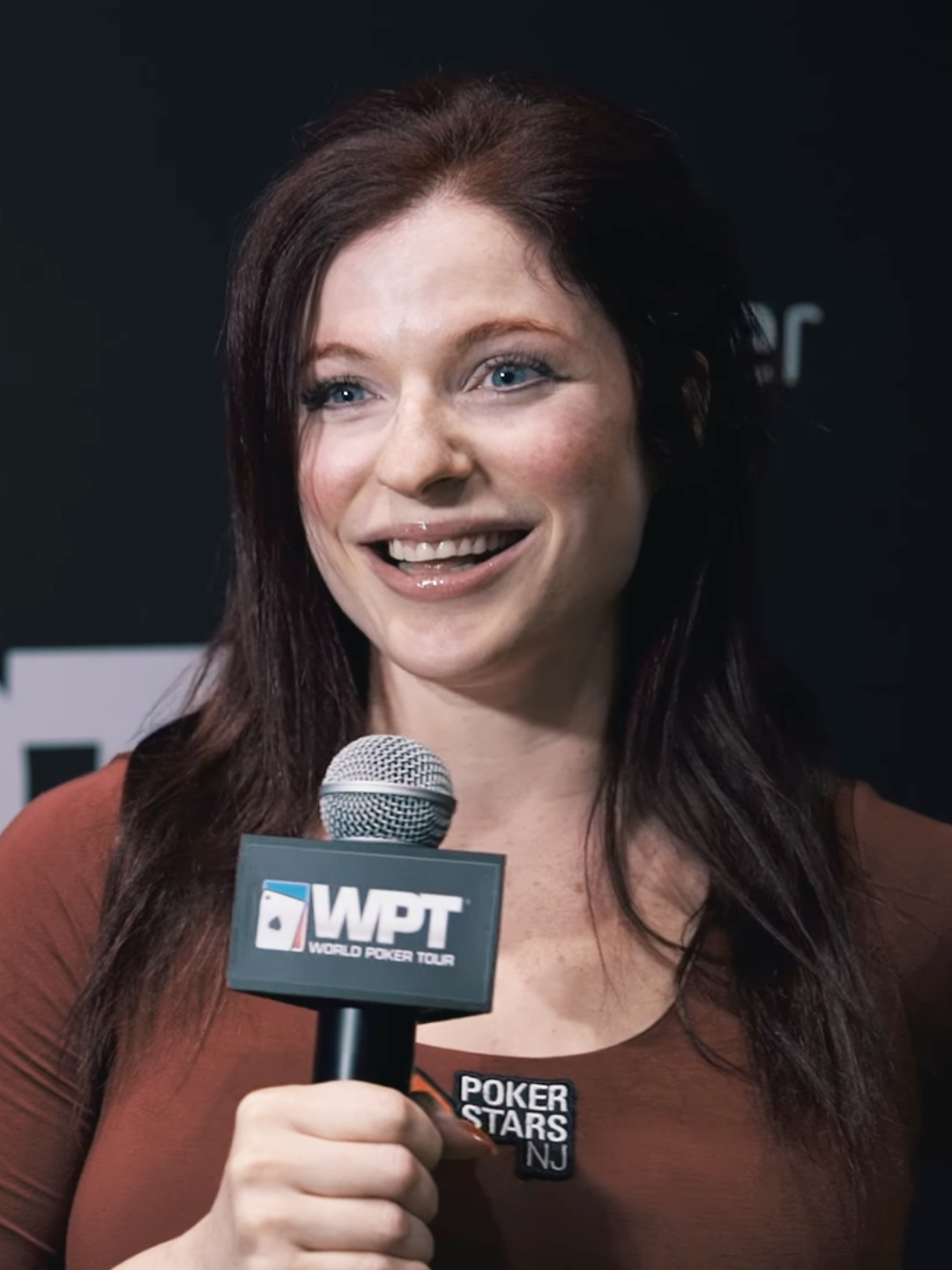
Jennifer Shahade (* 1980)

- 1980: Jennifer Shahade, US-amerikanische Schach- und Pokerspielerin
- 1981: Gabriel Andrade, deutscher Schauspieler
- 1981: Joe Judge, US-amerikanischer American-Football-Trainer
- 1981: Tobias Rau, deutscher Fußballspieler

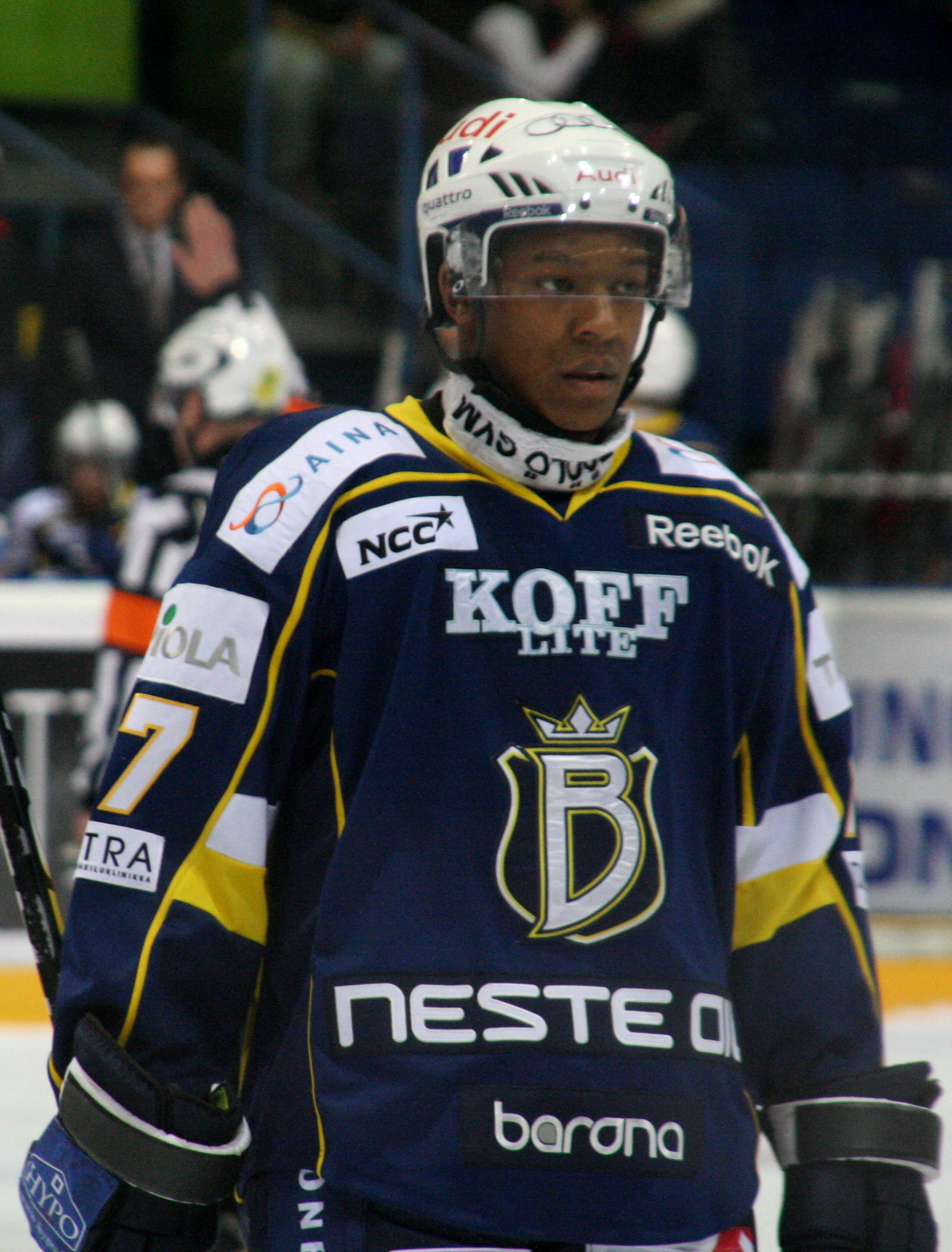
Nathan Robinson (* 1981)

- 1981: Nathan Robinson, kanadischer Eishockeyspieler
- 1981: Margaret Simpson, ghanaische Leichtathletin
- 1982: Anna Bertheau, deutsche Schauspielerin
- 1983: Isabell Horn, serbisch-deutsche Schauspielerin
- 1984: Paul Rodriguez, mexikanisch-US-amerikanischer Skateboarder
- 1984: Demba Touré, senegalesischer Fußballspieler
- 1985: Manuel Hartl, österreichischer Fußballspieler
- 1985: Jan Smit, niederländischer Sänger
- 1985: Alejandra Salazar, spanische Padelspielerin
- 1986: Maximilian Brauer, deutscher Schauspieler und Sprecher
- 1987: Akmal Amrun, malaysischer Straßenradrennfahrer
- 1987: Fabricio Agosto Ramírez, spanischer Fußballspieler
- 1987: Ángel Fournier, kubanischer Ruderer
- 1987: Jan Peveling, deutscher Handballspieler
- 1987: René Summer, österreichischer Fußballspieler
- 1988: Matthew Atkinson, US-amerikanischer Schauspieler
- 1988: Joel Martínez, andorranischer Fußballspieler
- 1988: Mira Rai, nepalesische Trailläuferin

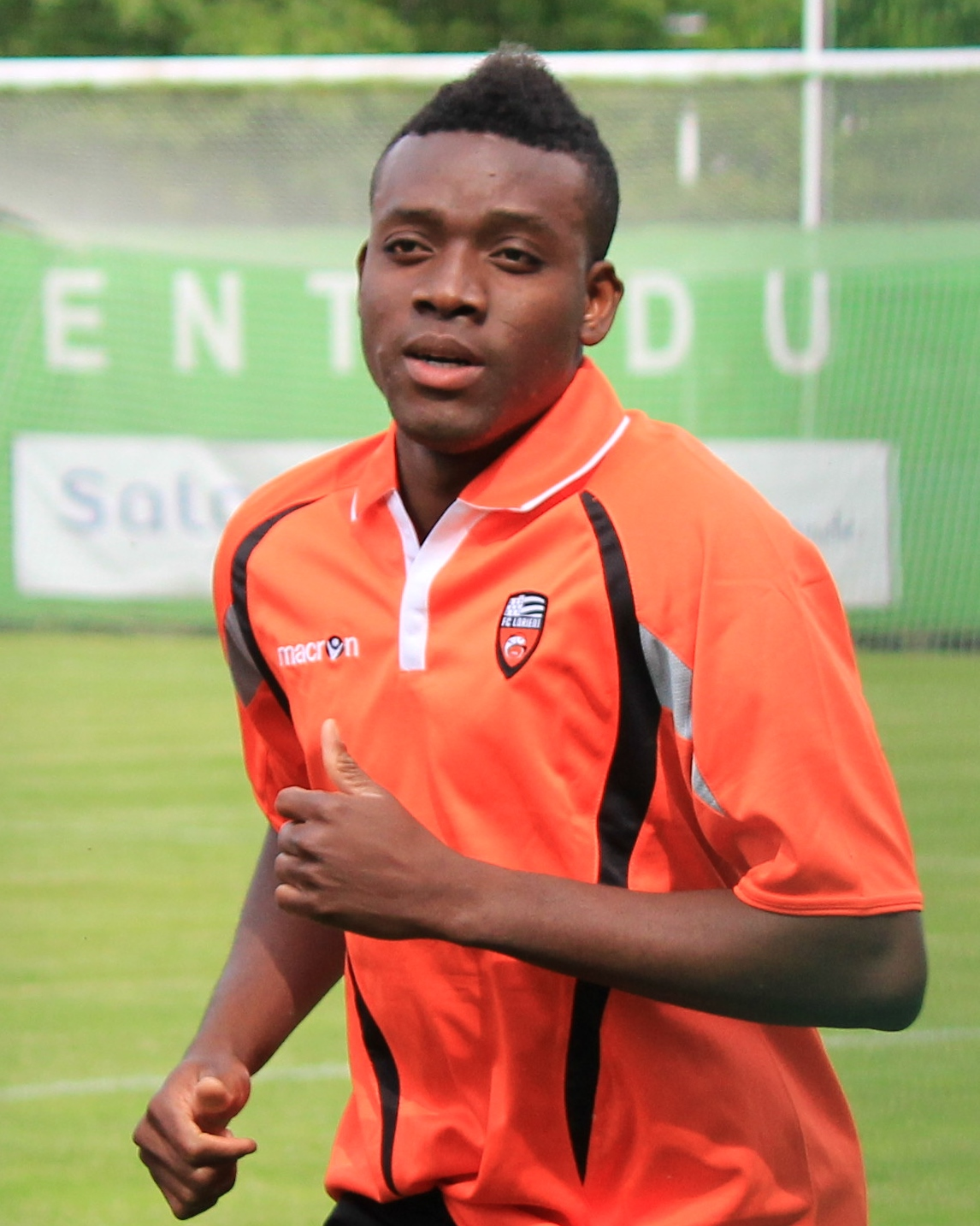
Alain Traoré (* 1988)

- 1988: Alain Traoré, burkinischer Fußballspieler
- 1989: Michael Haunschmid, österreichischer Fußballspieler
- 1989: Line Myers, dänische Handballspielerin
- 1989: Natalia Kowalska, polnische Rennfahrerin
- 1989: Mohammed Rabiu, ghanaischer Fußballspieler
- 1990: Yakubu Alfa, nigerianischer Fußballspieler
- 1990: Patrick Chan, kanadischer Eiskunstläufer, Weltmeister, Olympiasieger
- 1990: Mamoudou Mara, guineischer Fußballspieler

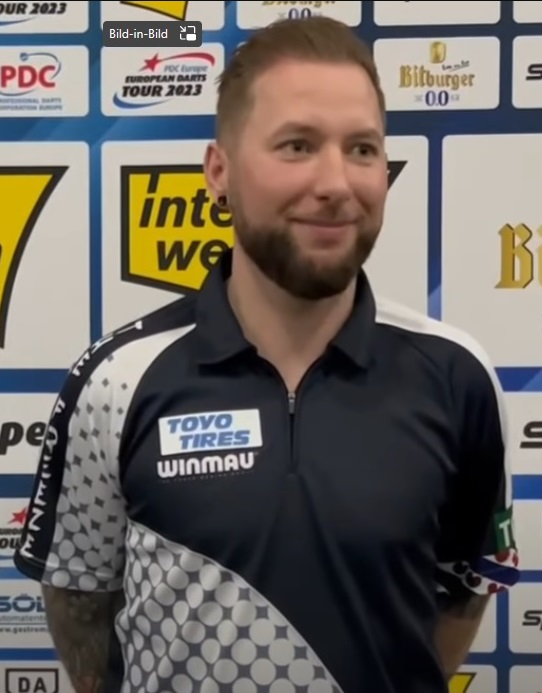
Danny Noppert (* 1990)

- 1990: Danny Noppert, niederländischer Dartspieler
- 1990: Anthony Peters, kanadischer Eishockeytorwart
- 1990: Jakob Schubert, österreichischer Sportkletterer
- 1990: Johannes Sellin, deutscher Handballspieler und -trainer
- 1991: Maurice Trapp, deutscher Fußballspieler
- 1992: Manu Attri, indischer Badmintonspieler
- 1992: Julian Possehl, deutscher Handballspieler
- 1992: Tobias Schröck, deutscher Fußballspieler
- 1996: Felix Leitner, österreichischer Biathlet
- 1997: Madelyn Cole, US-amerikanische Volleyballspielerin
- 1997: Jekaterina Jefremenkowa, russische Shorttrackerin
- 1999: Marc Richter, deutsch-spanischer Fußballspieler
- 1999: Nika Vindišar, slowenische Biathletin

### 21. Jahrhundert
- 2001: Lea Rothschopf, österreichische Biathletin
- 2002: Casar, deutscher Rapper
- 2002: Elias Hoff Melkersen, norwegischer Fußballspieler
- 2003: Emma Chervet, französische Skispringerin
- 2003: Jules Chervet, französischer Skispringer
- 2004: Alessia Mîțu-Cosca, rumänische Skispringerin

## Gestorben

### Vor dem 17. Jahrhundert

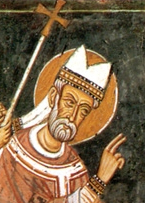
Silvester I. († 335)

- 0045 v. Chr.: Quintus Fabius Maximus, römischer Politiker
- 0192: Commodus, römischer Kaiser
- 0335: Silvester I., Papst
- 0439: Melania die Jüngere, christliche Heilige

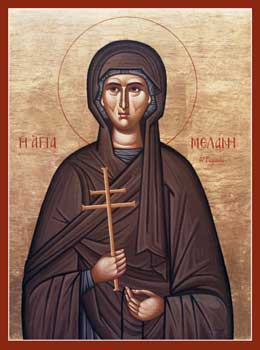
Melania die Jüngere († 439)

- 0594: Marius von Avenches, erster Bischof von Lausanne
- 1135: Heinrich von Groitzsch, Markgraf der Lausitz und der Ostmark
- 1164: Ottokar III., Markgraf der Steiermark
- 1194: Leopold V., Herzog von Österreich und der Steiermark
- 1278: Sambor II., Herzog von Pommerellen
- 1298: Humphrey de Bohun, 3. Earl of Hereford, englischer Magnat
- 1299: Marguerite von Anjou-Sizilien, Gräfin von Anjou und Maine
- 1302: Friedrich III., Herzog von Lothringen
- 1328: Giovanni Soranzo, Doge von Venedig
- 1347: Otto I., Graf von Rietberg
- 1349: Hermann von Prag, Bischof von Ermland
- 1369: John Chandos, englischer Ritter
- 1377: Guillaume de Marcossey, Bischof von Genf
- 1384: John Wyclif, englischer Philosoph, Theologe und Kirchenreformator
- 1386: Johanna von Bayern, erste Ehefrau des römischen Königs Wenzel
- 1408: Elisabeth von der Pfalz, Titularherzogin von Österreich und Gräfin von Tirol
- 1426: Thomas Beaufort, 1. Duke of Exeter, englischer Lordkanzler
- 1460: Richard Neville, englischer Adliger, 5. Earl of Salisbury
- 1462: Heinrich Rubenow, Bürgermeister von Greifswald
- 1469: Yejong, 8. König der Joseon-Dynastie in Korea
- 1482: Johannes Lecküchner, deutscher Geistlicher und Fechtlehrer
- 1483: Gilles Joye, franko-flämischer Theologe und Dichter, Sänger und Komponist
- 1509: Wolfgang von Fürstenberg, deutscher Adeliger
- 1509: Wilhelm Westphal, Bischof von Lübeck
- 1510: Bianca Maria Sforza, zweite Ehefrau von Kaiser Maximilian I.
- 1524: Johannes Widmann, deutscher Professor, herzoglicher Leibarzt
- 1549: Margarete Eriksdotter Wasa, schwedische Adlige, Schwester von König Gustav I. Wasa
- 1563: Charles I. de Cossé, comte de Brissac, französischer General und Diplomat, Marschall von Frankreich
- 1574: Lütke Namens, deutscher Franziskaner und Theologe
- 1583: Thomas Erastus, Schweizer Theologe
- 1588: Luis de Granada, spanischer Dominikaner, Mystiker und Schriftsteller
- 1598: Heinrich Rantzau, dänischer Statthalter des königlichen Anteils an den Herzogtümern Schleswig und Holstein

### 17. und 18. Jahrhundert
- 1610: Ludolph van Ceulen, niederländischer Mathematiker
- 1616: Oswald Gabelkover, deutscher Arzt, Heraldiker und Historiker
- 1619: Onorio Longhi, italienischer Architekt
- 1619: Simon Sten, deutscher Pädagoge und Ethnologe, Philologe, Historiker und Literaturwissenschaftler
- 1627: Christine von Salm, Gräfin von Vaudémont
- 1637: Christian, Graf von Waldeck
- 1640: Ernst Christoph, Graf von Rietberg
- 1647: Giovanni Maria Trabaci, neapolitanischer Komponist
- 1650: Dorgon, Mandschu-Prinz, Wegbereiter der Qing-Herrschaft über China
- 1655: Janusz Radziwiłł, litauischer Feldherr und Reichsfürst des Heiligen Römischen Reiches
- 1660: Johann Bellin, deutscher Sprachwissenschaftler
- 1667: Jerzy Sebastian Lubomirski, polnischer Magnat und Reichsfürst im Heiligen Römischen Reich
- 1669: Bogusław Radziwiłł, litauischer Magnat, brandenburgischer Statthalter im Herzogtum Preußen
- 1673: Christoph Philipp Richter, deutscher Rechtswissenschaftler
- 1675: Abraham van Diepenbeeck, niederländischer Glasmaler
- 1679: Giovanni Alfonso Borelli, italienischer Physiker und Astronom
- 1686: Sebastian Högger, Schweizer Offizier in schwedischen Diensten
- 1688: Joachim Henniges von Treffenfeld, brandenburgischer General
- 1696: Samuel Annesley, englischer Pastor
- 1697: Lucas Faydherbe, Brabanter Bildhauer und Architekt
- 1700: Pietro Sanmartini, italienischer Komponist und Organist
- 1705: Katharina von Braganza, Ehefrau des britischen Königs Karl II., Regentin von Portugal
- 1710: Johann Daniel Arcularius, deutscher Logiker und Theologe
- 1714: Johann Karl Naeve, deutscher Rechtswissenschaftler
- 1719: John Flamsteed, englischer Astronom
- 1726: Peter Kolb, deutscher Lehrer und Völkerkundler
- 1736: Richard O’Cahan, irischer Offizier, Gouverneur von Menorca
- 1741: William Pole, 4. Baronet, britischer Politiker
- 1742: Karl III. Philipp, Herzog von Pfalz-Neuburg, Jülich und Berg
- 1742: Louis Bourguet, Schweizer Universalgelehrter
- 1745: Samuel Güldin, Schweizer Pietist
- 1748: Philipp Heinrich Zollmann, deutscher Kartograf und Wissenschaftler
- 1771: Christian Adolph Klotz, deutscher Philologe
- 1775: Richard Montgomery, amerikanischer General im Amerikanischen Unabhängigkeitskrieg
- 1778: Alvise Mocenigo IV., Doge von Venedig
- 1783: Gualtherus van Doeveren, niederländischer Mediziner
- 1784: Reinhard Christoph Ungewitter, deutscher Theologe
- 1788: Jakob Friedrich Feddersen, deutsch-dänischer Geistlicher
- 1793: Armand-Louis de Gontaut, Herzog von Biron und Lauzun, französischer General
- 1799: Louis Jean-Marie Daubenton, französischer Naturforscher

### 19. Jahrhundert
- 1803: John Walker, schottischer reformierter Theologe und Naturforscher
- 1816: Joseph Franz Xaver Stark deutscher Theologe und Autor
- 1819: Anurut, König von Luang Phrabang

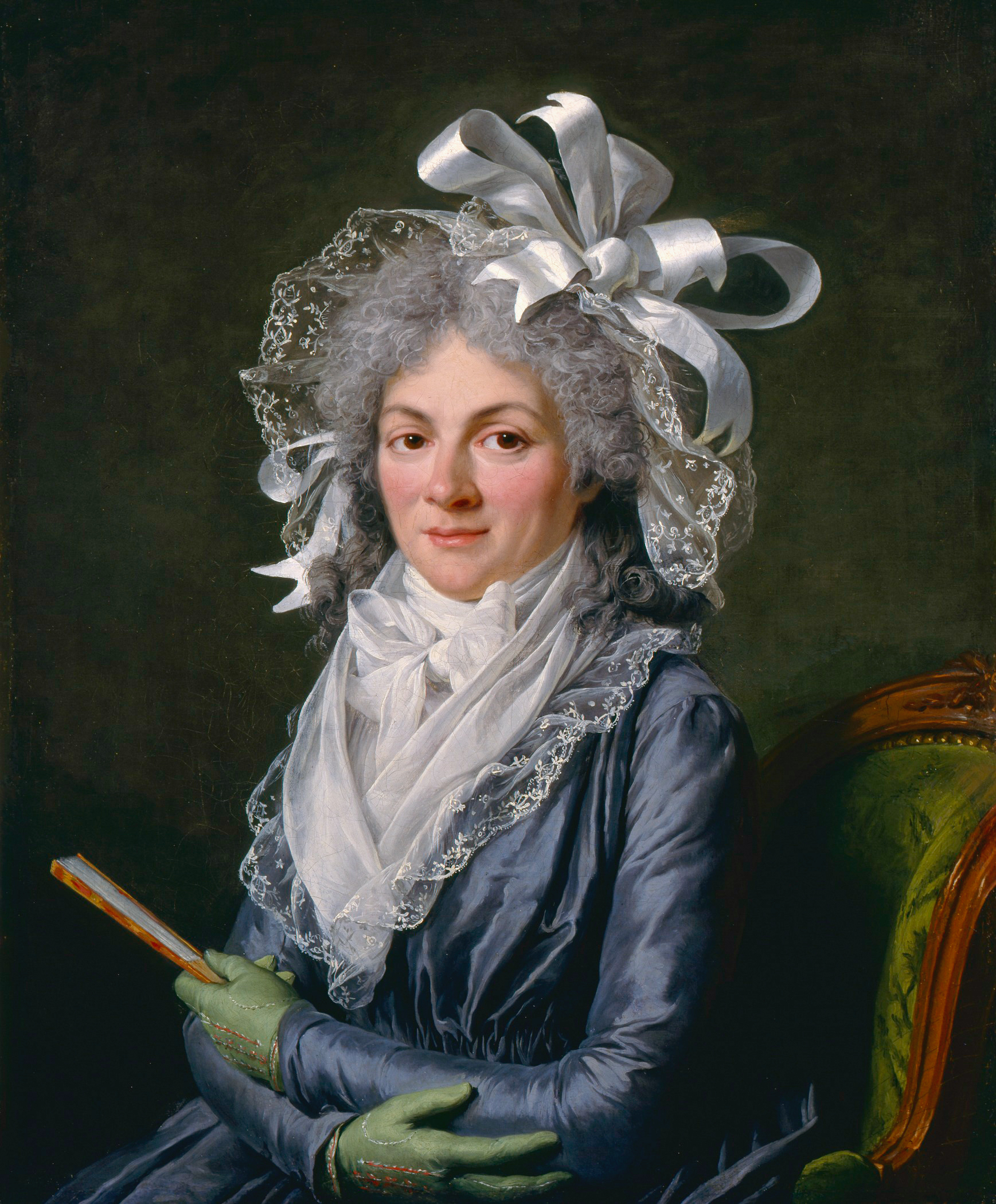
Félicité de Genlis († 1830)

- 1830: Félicité de Genlis, französische Schriftstellerin
- 1831ː Elizabeth Parke Custis Law, Enkelin von Martha und George Washington
- 1838: Philipp Friedrich von Hetsch, deutscher Maler
- 1841: Friedrich Ast, deutscher klassischer Philologe und Philosoph
- 1848: Ernst Anton Clarus, deutscher Geistlicher und Politiker, MdL
- 1848: Gottfried Hermann, deutscher Altphilologe
- 1848: Ignaz Reinold, mährischer Orgelbauer
- 1849: Carl Borromäus Egger, deutscher Geistlicher und Politiker, MdL
- 1851: Friedrich Karl Ludwig Textor, deutscher Jurist und Mundartschriftsteller
- 1855: Karl Friedrich Hermann, deutscher Altphilologe und Althistoriker
- 1860: Sophie de Bawr, französische Komponistin, Theater- und Romanautorin
- 1864: George M. Dallas, US-amerikanischer Rechtsanwalt und Politiker, Senator, Attorney General, Vizepräsident
- 1865: Fredrika Bremer, schwedische Schriftstellerin und Initiatorin der schwedischen Frauenbewegung
- 1869: Louis Lefébure-Wély, französischer Organist und Komponist
- 1869: Anton Haizinger, österreichischer Opernsänger (Tenor)
- 1872: Aleksis Kivi, finnischer Nationalschriftsteller, gilt als Vater der modernen Literatur in finnischer Sprache
- 1874: Julius von Leypold, deutscher Landschaftsmaler
- 1875: Kido Witbooi, Kaptein der Witbooi-Orlam
- 1877: Gustave Courbet, französischer Maler des Realismus
- 1877: Alberto Mazzucato, italienischer Komponist und Musikpädagoge
- 1880: Arnold Ruge, deutscher Schriftsteller
- 1882: Léon Gambetta, französischer Staatsmann, Minister, Premierminister
- 1888: Samson Raphael Hirsch, deutscher Rabbiner
- 1890: Hyacinthe Aube, französischer Marineoffizier, Gouverneur von Martinique, Minister
- 1891: Domenico Agostini, italienischer Geistlicher, Patriarch von Venedig, Kardinal
- 1892ː Franziska von Hoffnaaß, deutsche Dichterin
- 1894: Thomas Jean Stieltjes, niederländischer Mathematiker
- 1894ː Maximiliane von Oriola, Berliner Salonière
- 1899: Karl Millöcker, österreichischer Operettenkomponist
- 1900: Hannibal Goodwin, US-amerikanischer Geistlicher und Erfinder

### 20. Jahrhundert

#### 1901 bis 1925

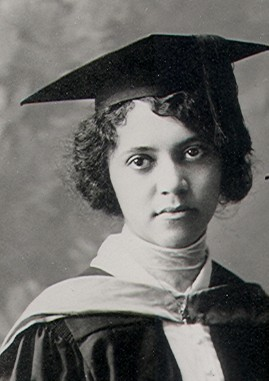
Alice Ball († 1916)

- 1901: Max Adamo, deutscher Historienmaler und Illustrator
- 1901: Hugo Pernice, deutscher Hochschullehrer
- 1902: Arwed Roßbach, deutscher Architekt
- 1903: Georg von Liebig, deutscher Mediziner und Klimatologe
- 1904: Henri Berthoud, Schweizer Geistlicher, Missionar und Sprachwissenschaftler
- 1906: Friedrich Gumpert, deutscher Hochschullehrer und Hornist

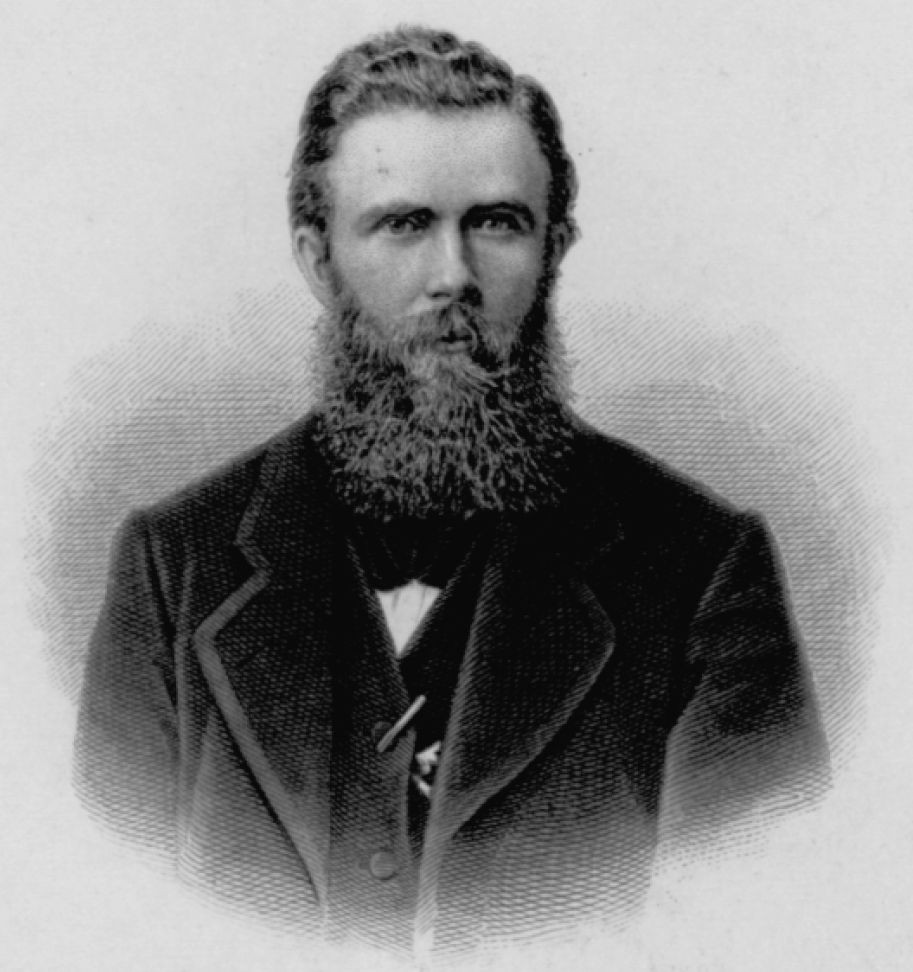
Ernst Rudorff († 1916)

- 1913: Seth Carlo Chandler, US-amerikanischer Astronom
- 1916: Alice Ball, US-amerikanische Chemikerin
- 1916: Ernst Rudorff, deutscher Musiker, Kunstpädagoge und Naturschützer
- 1917: Johannes Gallandi, deutscher Offizier, Militärhistoriker und Genealoge
- 1918: Friedrich von Röth, deutscher Jagdflieger im Ersten Weltkrieg
- 1924: Georg Maercker, deutscher Offizier und Freikorpsführer
- 1925: Johann Baptist Eisenring, Schweizer Jurist und katholisch-konservativer Politiker
- 1925: Paul Förster, deutscher Pädagoge, Publizist und Politiker, MdR

#### 1926 bis 1950
- 1926: Joseph Hollman, niederländischer Cellist und Komponist
- 1927: Max Meyer-Olbersleben, deutscher Komponist
- 1929: Alexander Lambert, polnisch-amerikanischer Komponist, Pianist und Musikpädagoge
- 1929: Charles Phelps Taft, US-amerikanischer Politiker, Mitglied des Repräsentantenhauses
- 1934: Cəfər Cabbarlı, aserbaidschanischer Dramatiker, Lyriker, Übersetzer, Regisseur und Drehbuchautor
- 1935: Edmund Brückner, deutscher Diplomat und Ministerialbeamter, Gouverneur von Togo
- 1935: Edith Jacobsohn, deutsche Übersetzerin und Verlegerin
- 1936: Miguel de Unamuno, spanischer Philosoph
- 1936: Jack Underwood, US-amerikanischer American-Football-Spieler
- 1937: Hugo Fischer-Köppe, deutscher Schauspieler
- 1939: Sara Louisa Blomfield, britische Bahai und Autorin
- 1939: Georg Wertheim, deutscher Kaufmann
- 1940: Jacques Arsène d’Arsonval, französischer Physiker
- 1944: Wladimir Grigorjewitsch Jermolajew, sowjetischer Flugzeugkonstrukteur
- 1944: Marcel Tyberg, österreichischer Komponist
- 1948: Malcolm Campbell, englischer Rennsportler und Journalist
- 1948: Otto Vitense, deutscher Pädagoge und mecklenburgischer Landeshistoriker
- 1949: Josef Maria Auchentaller, österreichischer Maler, Zeichner und Grafiker
- 1949: Nándor Dáni, ungarischer Leichtathlet, Olympiamedaillengewinner
- 1950: Charles Koechlin, französischer Komponist
- 1950: Karl Renner, österreichischer Jurist und Politiker, Staatskanzler, Minister, Abgeordneter zum Nationalrat, Bundespräsident

#### 1951 bis 1975
- 1951: Maxim Maximowitsch Litwinow, sowjetischer Revolutionär, Politiker und Diplomat, Außenminister
- 1953: Albert Plesman, niederländischer Luftfahrtpionier, Mitbegründer der KLM
- 1954: Peter van Anrooy, niederländischer Komponist und Dirigent
- 1956: Edwin Plimpton Adams, US-amerikanischer Physiker tschechischer Herkunft
- 1958: Hans May, österreichischer Komponist
- 1960: Florence Eliza Allen, US-amerikanische Mathematikerin
- 1960: Semjon Bogatyrjow, ukrainisch-russischer Musikwissenschaftler und Komponist
- 1960: Joseph Wendel, deutscher Geistlicher, Bischof von Speyer, Erzbischof von München und Freising, Kardinal, erster Militärbischof der Bundeswehr
- 1961: Ferdinand Feigl, österreichischer Fußballtorhüter
- 1962: Rudolf Nilius, österreichischer Dirigent und Komponist
- 1964: Henry Maitland Wilson, 1. Baron Wilson, britischer Feldmarschall
- 1966: Michel Hirvy, kanadischer Pianist und Musikpädagoge
- 1966: Marie Monod, französische Historikerin und Feministin
- 1966: Hermann Nuding, deutscher Politiker und Parteifunktionär, Widerstandskämpfer gegen den Nationalsozialismus, MdL, MdB
- 1966: Helene Roth, Schweizer Malerin
- 1967: Dore Hoyer, deutsche Tänzerin und Choreografin
- 1968: Carl Ahues, deutscher Schachspieler
- 1968: Hans G. Bentz, deutscher Schriftsteller
- 1969: Carl-Christian Arfsten, deutscher Politiker, MdL
- 1969: Ernst Flückiger, Schweizer Schuldirektor, Heimatforscher und Bühnenautor
- 1969: Theodor Reik, österreichisch-amerikanischer Psychoanalytiker
- 1970: Alexandre Garbell, französischer Maler
- 1970: Franz Xaver Unertl, deutscher Politiker, MdB
- 1971: Johannes Saß, deutscher Sprachwissenschaftler und Lexikograf
- 1974: Charles E. Bohlen, US-amerikanischer Diplomat
- 1974: Robert Margulies, deutscher Politiker und Wirtschaftsfunktionär, MdL, MdB, MdEP
- 1975: Andreas Kiendl, österreichischer Schauspieler

#### 1976 bis 2000
- 1976: Sándor Bortnyik, ungarischer Maler
- 1976: Friedrich Leesemann, deutscher General
- 1977: Paul Ackerman, US-amerikanischer Musikjournalist
- 1977: Nora Marlowe, US-amerikanische Schauspielerin
- 1977: Hans Rothe, deutscher Schriftsteller, Dramaturg, Hörspielautor und Übersetzer sämtlicher Werke von William Shakespeare

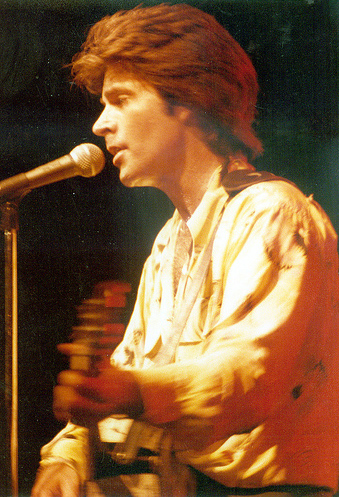
Ricky Nelson († 1985)

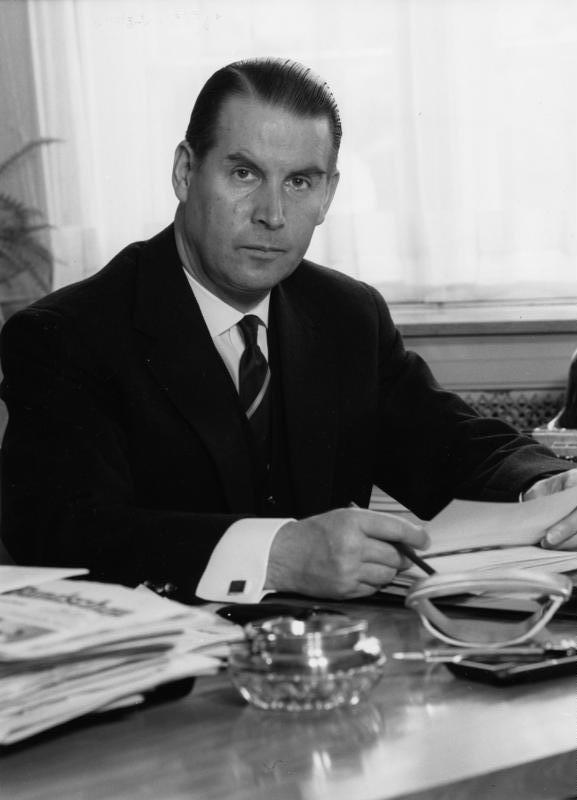
Gerhard Schröder († 1989)

- 1979: Claudio Ferrer, puerto-ricanischer Komponist und Sänger
- 1979: Rocco Kever, deutscher Politiker
- 1979: Irena Rüther-Rabinowicz, deutsche Malerin
- 1979: Viktoria Savs, österreichische Frontsoldatin im Ersten Weltkrieg, die sich als Mann ausgab
- 1979: Marje Sink, estnische Komponistin
- 1980: Marshall McLuhan, kanadischer Kommunikations- und Literaturwissenschaftler
- 1980: Raoul Walsh, US-amerikanischer Filmregisseur
- 1982: Paul Eßling, deutscher Maurer, vermeintlicher Honecker-Attentäter
- 1982: Kurt Friedrichs, deutsch-US-amerikanischer Mathematiker
- 1983: Hans Aub, deutscher Wirtschaftsjurist und Politiker, Mitglied des Bayerischen Senats
- 1983: Dieter Bockhorn, deutsche Kiezgröße, Lebensgefährte von Uschi Obermaier
- 1984: Gonzaque Lécureul, französischer Autorennfahrer
- 1984: Warren Thew, US-amerikanisch-schweizerischer Pianist, Komponist, Lyriker und Zeichner
- 1985: Georges Haddad, libanesischer Geistlicher, Erzbischof von Tyros
- 1985: Ricky Nelson, US-amerikanischer Musiker und Schauspieler, Teenagerstar
- 1986: Piero Chiara, italienischer Schriftsteller
- 1987: Hansl Schmid, österreichischer Gastwirt und Musiker, Wienerliedsänger
- 1987: Wolfgang Zeidler, deutscher Richter, Präsident des Bundesverfassungsgerichts
- 1988: Pepe Aguirre, chilenischer Tangosänger
- 1988: Christopher Andrewes, britischer Virologe
- 1989: Mihály Lantos, ungarischer Fußballspieler
- 1989: Bendt Rothe, dänischer Schauspieler, Regisseur, Anwalt und Autor
- 1989: Gerhard Schröder, deutscher Jurist und Politiker, MdB, Bundesminister, Bundespräsidentenkandidat
- 1990: Armand Hiebner, Schweizer Musikkritiker und Chorleiter
- 1991: Pat Patrick, US-amerikanischer Jazzmusiker
- 1992: Elene Gokieli, georgische Leichtathletin
- 1992: Kristján Vattnes Jónsson, isländischer Leichtathlet
- 1993: Swiad Gamsachurdia, georgischer Dissident, Schriftsteller und Staatspräsident
- 1993: Brandon Teena, US-amerikanisches Mordopfer auf Grund seiner Transgender-Identität
- 1994: Leo Fuchs, polnisch-US-amerikanischer Schauspieler und Komiker, Sänger und Tänzer
- 1994: Bruno Pezzey, österreichischer Fußballspieler
- 1994: Woody Strode, US-amerikanischer Schauspieler
- 1995: Fritz Eckhardt, österreichischer Schauspieler, Autor und Regisseur
- 1995: Aleksi Matschawariani, georgischer Komponist
- 1995: Eduardo Hernández Moncada, mexikanischer Komponist, Pianist und Dirigent
- 1995: Elisabeth Pinajeff, russische Schauspielerin
- 1995: Karl Rappan, österreichisch-schweizerischer Fußballspieler und -trainer
- 1996: Uvo Hölscher, deutscher klassischer Philologie
- 1997: Floyd Cramer, US-amerikanischer Pianist und Komponist, Vertreter der Country-Musik
- 1997: Nicolin Kunz, österreichische Schauspielerin
- 1998: Ernst Ferber, deutscher General
- 1998: Ferdinand Springer, deutscher Maler und Grafiker
- 1998: Orlandus Wilson, US-amerikanischer Gospelsänger und Arrangeur
- 2000: Kenneth L. Pike, US-amerikanischer Linguist und Anthropologe
- 2000: Beksat Sattarchanow, kasachischer Boxer

### 21. Jahrhundert
- 2001: Eileen Heckart, US-amerikanische Schauspielerin
- 2002: Kazimierz Dejmek, polnischer Theaterregisseur
- 2003: John Prchlik, US-amerikanischer American-Football-Spieler
- 2003: Sieglinde Wagner, deutsche Altistin

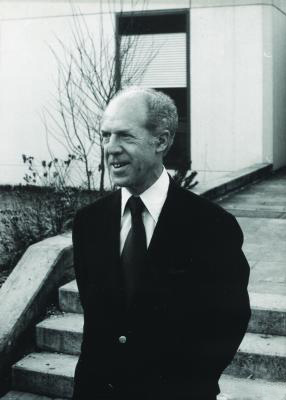
Gérard Debreu († 2004)

- 2004: Gérard Debreu, französischer Wirtschaftswissenschaftler und Nobelpreisträger
- 2004: Raúl Matas, chilenischer Journalist und Moderator
- 2004: Karl Otto Zimmer, deutscher Jurist, Richter am Bundessozialgericht
- 2005: Sanora Babb, US-amerikanische Schriftstellerin und Journalistin
- 2005: Raban von Canstein, deutscher Offizier
- 2005: Fee Malten, deutsche Schauspielerin
- 2005: Phillip Whitehead, britischer Politiker, MdEP
- 2006: Yaacov Hodorov, israelischer Fußballspieler
- 2006: Liese Prokop, österreichische Leichtathletin und Politikerin, Olympiamedaillengewinnerin, LAbg, Bundesministerin
- 2007: Ettore Sottsass, italienischer Architekt und Designer
- 2008: Włodzimierz Borowski, polnischer Maler, Installations-, Konzept- und Performancekünstler und Kunstwissenschaftler
- 2010: Heinz Schimmelpfennig, deutscher Schauspieler und Regisseur
- 2012: Moisès Broggi, spanischer Arzt und Pazifist
- 2012: Susana Dalmás, uruguayische Politikerin
- 2012: Velta Līne, sowjetische bzw. lettische Schauspielerin
- 2012: Günter Rössler, deutscher Fotograf
- 2013: James Avery, US-amerikanischer Schauspieler
- 2013: Denis Belloc, französischer Schriftsteller
- 2013: Irina Korschunow, deutsche Schriftstellerin
- 2013: Bruno Moravetz, deutscher Sportreporter
- 2013: Werner Wittig, deutscher Maler, Holzstecher und Druckgrafiker
- 2014: Samuel Armato, US-amerikanischer Swing-Musiker
- 2014: Edward Herrmann, US-amerikanischer Schauspieler

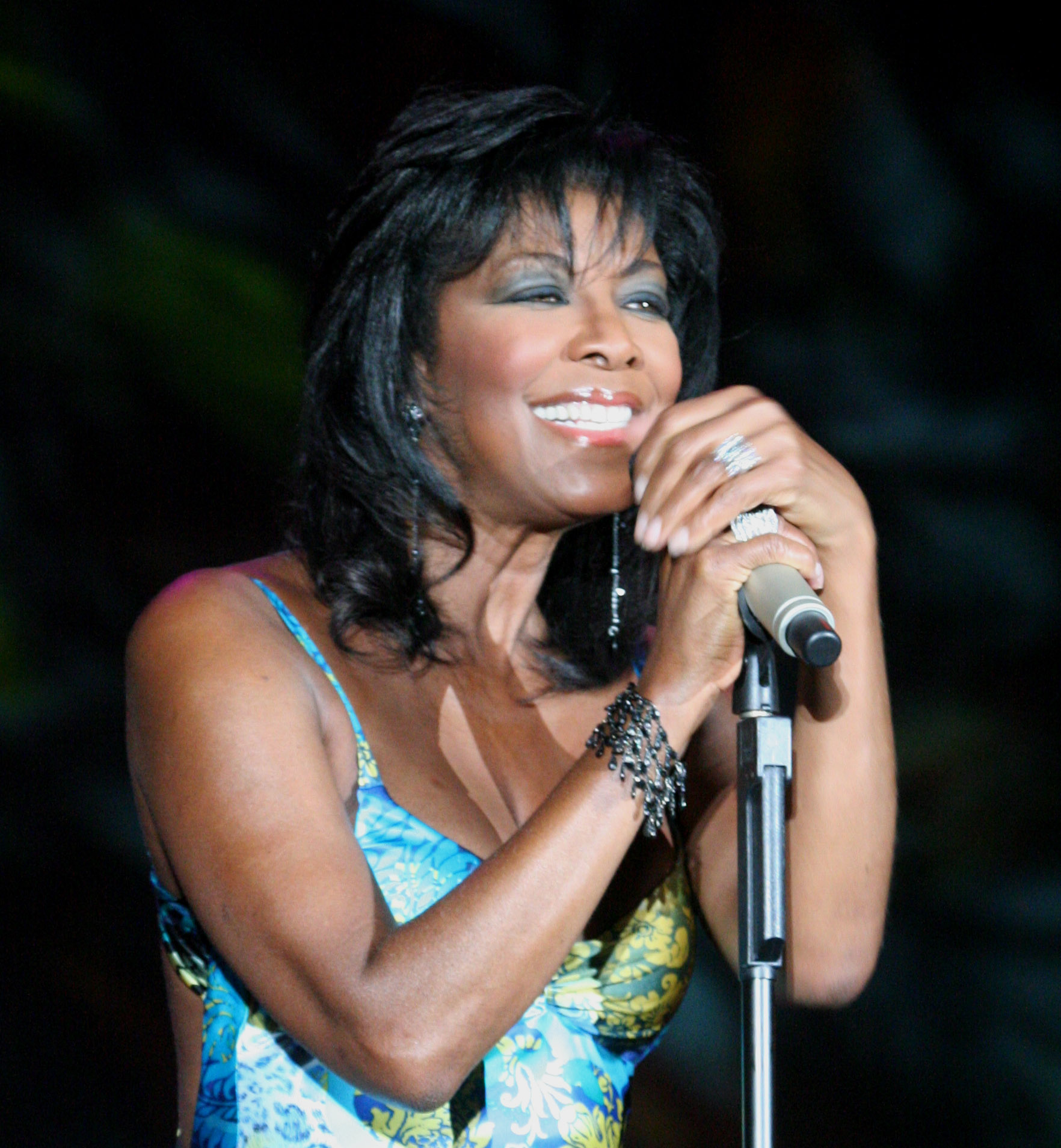
Natalie Cole († 2015)

- 2015: Natalie Cole, US-amerikanische Sängerin und Schauspielerin
- 2015: Wayne Rogers, US-amerikanischer Schauspieler und Unternehmer
- 2016: Karel Bělohoubek, tschechischer Komponist und Dirigent
- 2016: Martin Naylor, britischer Bildhauer
- 2016: Gisa Stoll, deutsche Schauspielerin
- 2017: Luís Herbst, deutscher Geistlicher, Bischof von Cruzeiro do Sul
- 2019: Rainer Bach, deutscher Karikaturist
- 2020ː Hilde Barz-Malfatti, deutsche Architektin und Hochschulprofessorin
- 2020: Robert Hossein, französischer Schauspieler und Regisseur
- 2020: Michael Kindo, indischer Hockeyspieler
- 2020: Marian Leszczyński, polnischer Ruderer
- 2020: John Sands, kanadischer Eisschnellläufer
- 2020: Ulrich Büscher, deutscher Fußballspieler
- 2021: Dieter Bührle, Schweizer Rüstungsfabrikant
- 2021: Csilla Madarász-Dobay, ungarische Schwimmerin
- 2021: Juraj Filas, slowakischer Komponist
- 2021: Betty White, US-amerikanische Schauspielerin

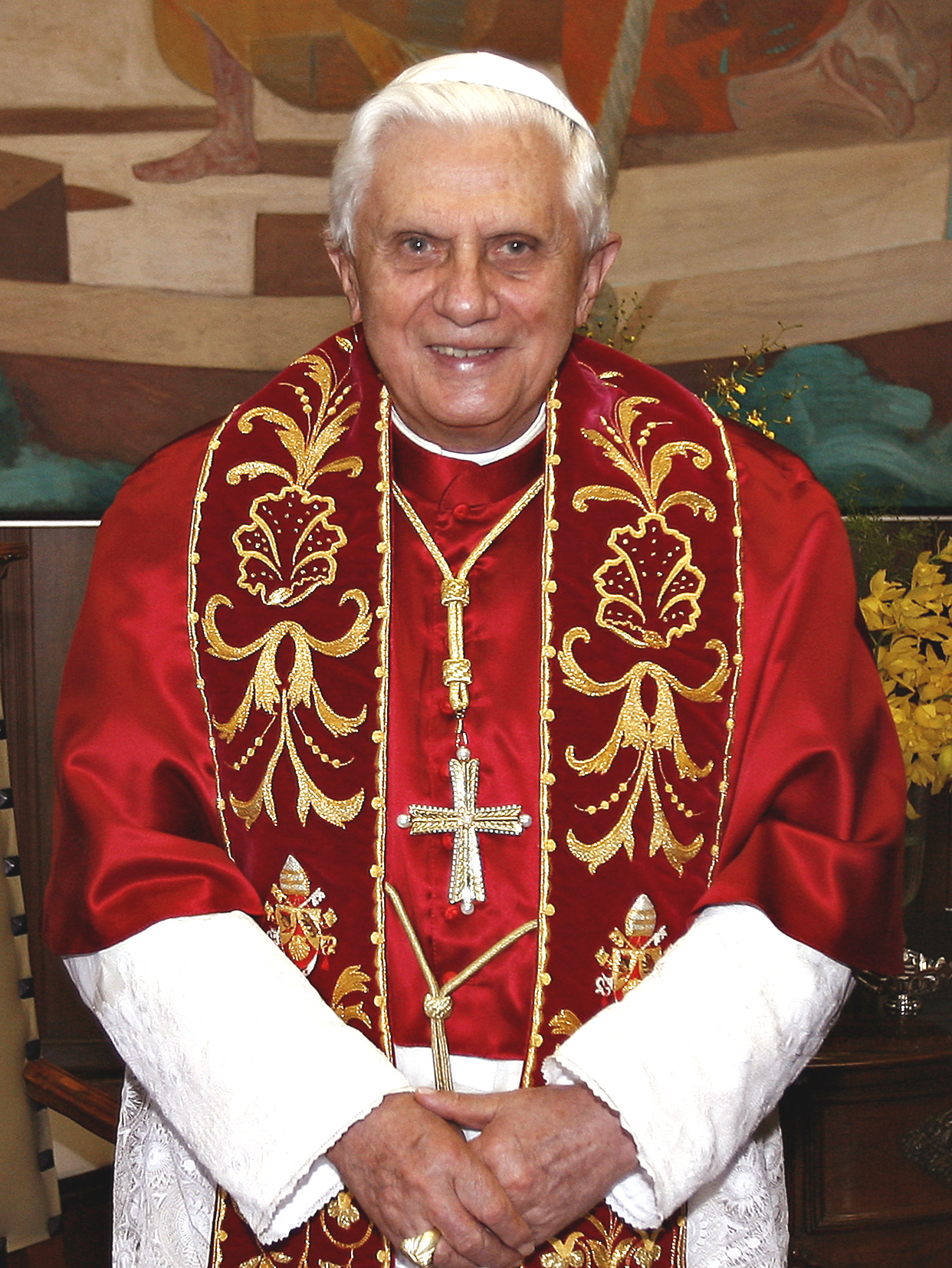
Benedikt XVI. († 2022)

- 2022: Benedikt XVI., deutscher Theologe, Papst
- 2022: Vic Eugster, Schweizer Sänger und Tonmeister
- 2022: John Martin-Dye, britischer Schwimmer und Wasserballspieler
- 2023: Colita, spanische Fotografin
- 2023: Melissa Hoskins, australische Radrennfahrerin, Weltmeisterin
- 2023: Eddie Bernice Johnson, US-amerikanische Politikerin, Mitglied des Repräsentantenhauses
- 2024: Tom Johnson, US-amerikanischer Komponist und Musikkritiker
- 2024: Arnold Rüütel: sowjetischer bzw. estnischer Politiker, Staatspräsident

## Feier- und Gedenktage
- Kirchliche Gedenktage
  - John Wyclif, englischer Theologe und Reformer (evangelisch, anglikanisch)
  - Hl. Catherine Labouré, französische Ordensfrau (katholisch)
  - Hl. Silvester I., Bischof (katholisch)
- Namenstage
  - Mela, Melanie, Silvester
- Brauchtum
  - Silvester

## Bilanzstichtag
Der 31. Dezember ist in Deutschland und weltweit der wichtigste Bilanzstichtag.
Weitere Einträge enthält die Liste von Gedenk- und Aktionstagen.